# Mănăstirea Almaș

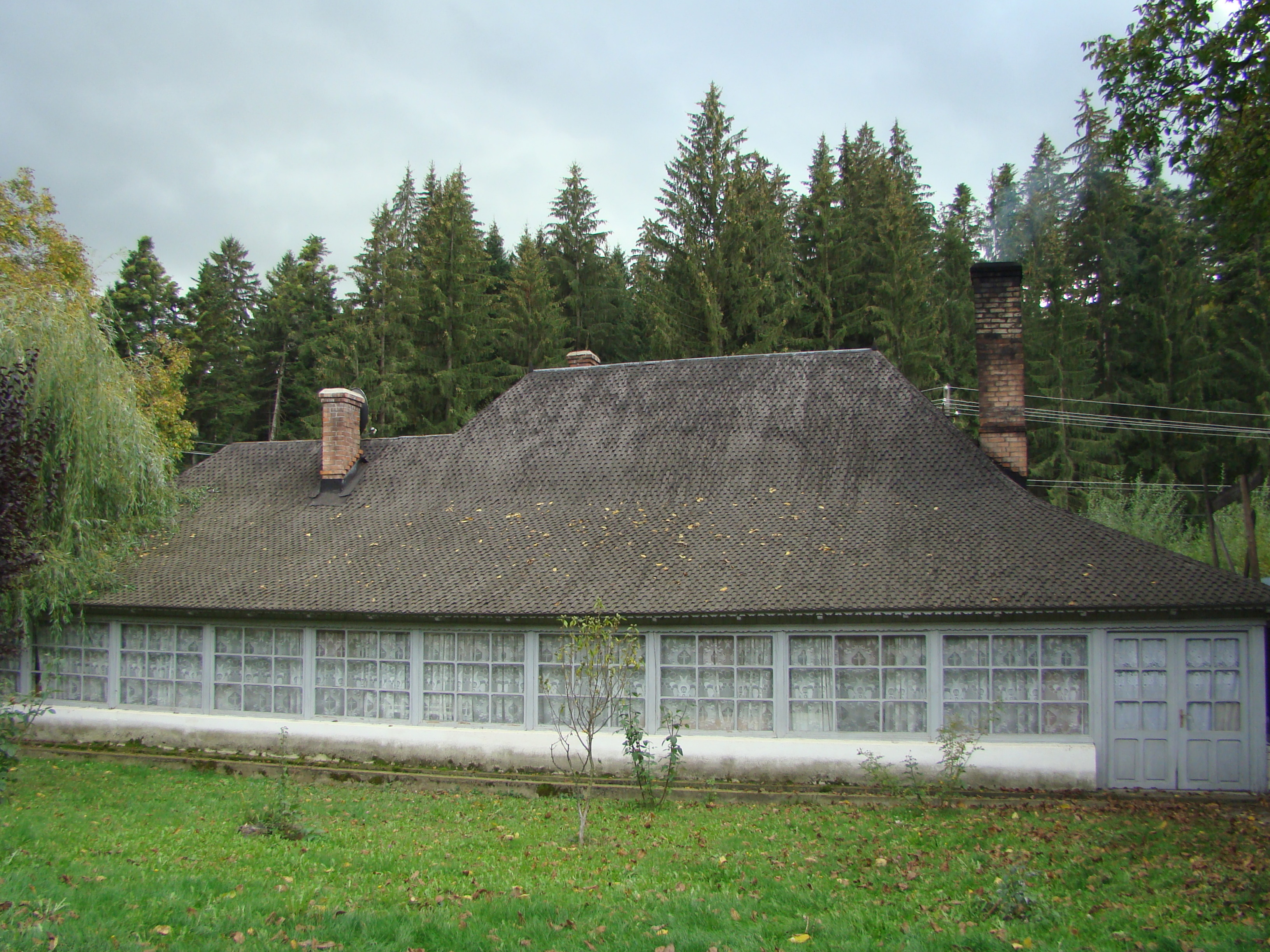
Casă monahală veche, monument istoric, folosită în prezent ca bucătărie și sală de mese

Mănăstirea Almaș este o mănăstire ortodoxă din România situată în comuna Gârcina, județul Neamț, monument istoric clasat sub codul  NT-II-a-B-10585.

## Localizare
Plecând din Piatra Neamț pe DN 15C spre Târgu Neamț, ceva mai la nord de Gârcina, o altă ramificație vestică (DC 146) a drumului principal pătrunde pe Valea Almașului. Aici, într-o poiană de la piciorul unui deal împădurit care coboară până pe malul pârâului, se înalță Biserica cu hramul "Duminica Tuturor Sfinților".

## Istoric
Tradiția păstrează amintirea unei vechi obști călugărești statornicită aici încă din secolul al XV-lea, sub conducerea sihastrului Vasile Almaș, venit din Transilvania împreună cu soția sa Maria. Aceștia vor ridica în anul 1659, ajutați fiind de localnici, un paraclis din lemn, cu hramul "Sfântul Nicolae", fiind considerați ctitorii acestui așezământ monahal. Paraclisul a fost dotat cu câteva icoane și un iconostas, despre care se spune că au fost aduse de către Vasile (devenit ulterior ieromonahul Vasile din obștea Mănăstirii Neamț) și soția sa, și care acum sunt expuse în muzeul mănăstirii. Locașul de rugăciune al schitului lui Almaș a fost distrus ulterior de tătari, prilej cu care își pierde viața și Maria Almaș.
Pe această vatră s-a construit în 1715, cu ajutorul Ecaterinei Cantacuzino, soția spătarului Iordache Cantacuzino, un schit. Acesta a rezistat până în anul 1821 când a fost distrus de eteriști. În 1821, boierul Lupu Balș și monahul Rafail zidesc actuala biserică cu hramul "Duminica Tuturor Sfinților" pe locul vechiului lăcaș din lemn, schitul devenind unul de maici. În 1851 biserica este supusă unor ample lucrări de renovare pe cheltuiala boierului Palade.
După o lungă perioadă de stagnare, datorată Decretului 410/1959 în urma căruia maicile au fost nevoite să plece la mănăstirile Agapia și Văratec iar schitul a fost închis, viața monahală de aici renaște. Astfel, în baza hotărârii nr. 26 din 12 ianuarie 1987 luată de Mitropolia Moldovei și a Sucevei, Schitul Almaș a fost reînființat ca schit de monahi sub ascultarea Mănăstirii Horaița, având ca stareț pe arhimandritul Zenovie Ghidescu. Totodată au început și lucrările de restaurare a întregului ansamblu monahal.
În 1990, prin hotărârea nr. 5057 din 22 iunie a Sfântului Sinod, schitul obține statutul de mănăstire sub conducerea starețului P.Cuv.Arhim. Laurențiu Niță.

## Biserica
Biserica are plan cruciform, cu sânuri laterale poligonale, iar din vechile construcții se mai păstrează turnul-clopotniță care în trecut proteja intrarea în incintă și o căsuță de tip țărănesc ce adăpostește Paraclisul "Sf. Nicolae", construcție din 1725.
Actuala pictură a bisericii a fost realizată între anii 1988-1995 de către pictorii Moroșanu, Bratiloveanu și Stancu din Suceava.
Slujba de sfințire a bisericii a fost oficiată la data de 1 octombrie 1995 de către I.P.S. Daniel, Mitropolit al Moldovei și Bucovinei, ocazie cu care aceasta a primit și hramul "Acoperământul Maicii Domnului".

## Imagini din exterior

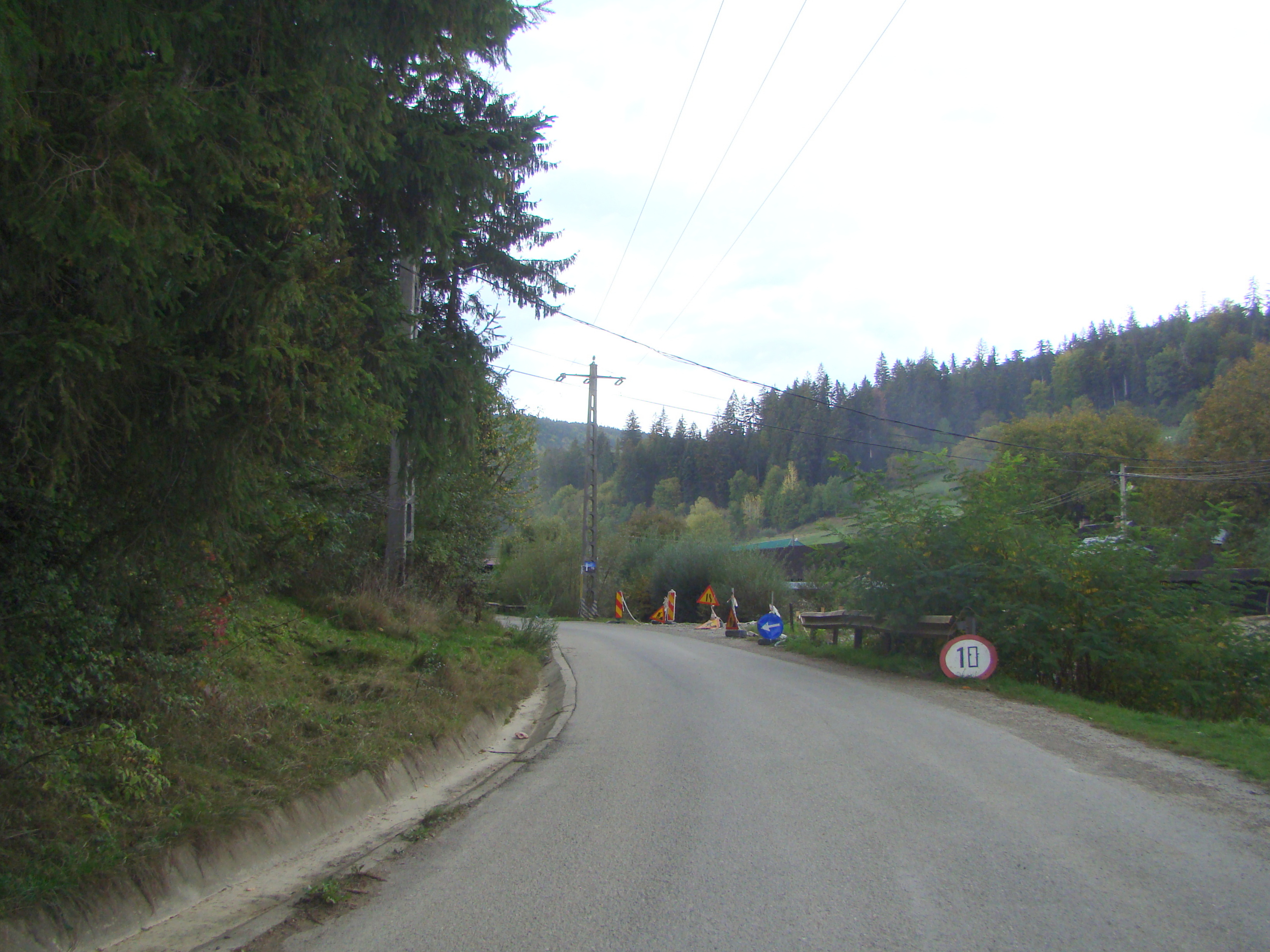
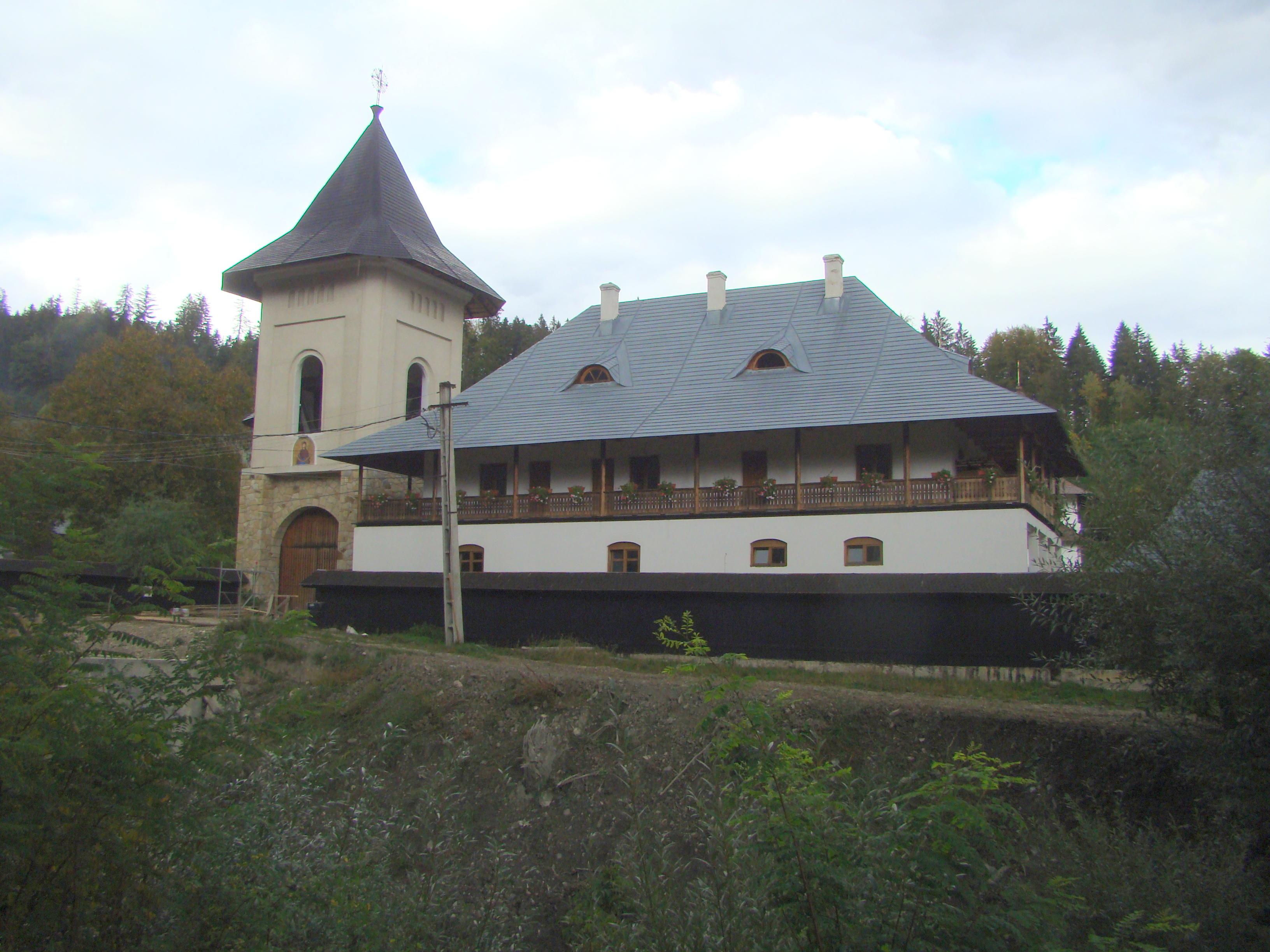
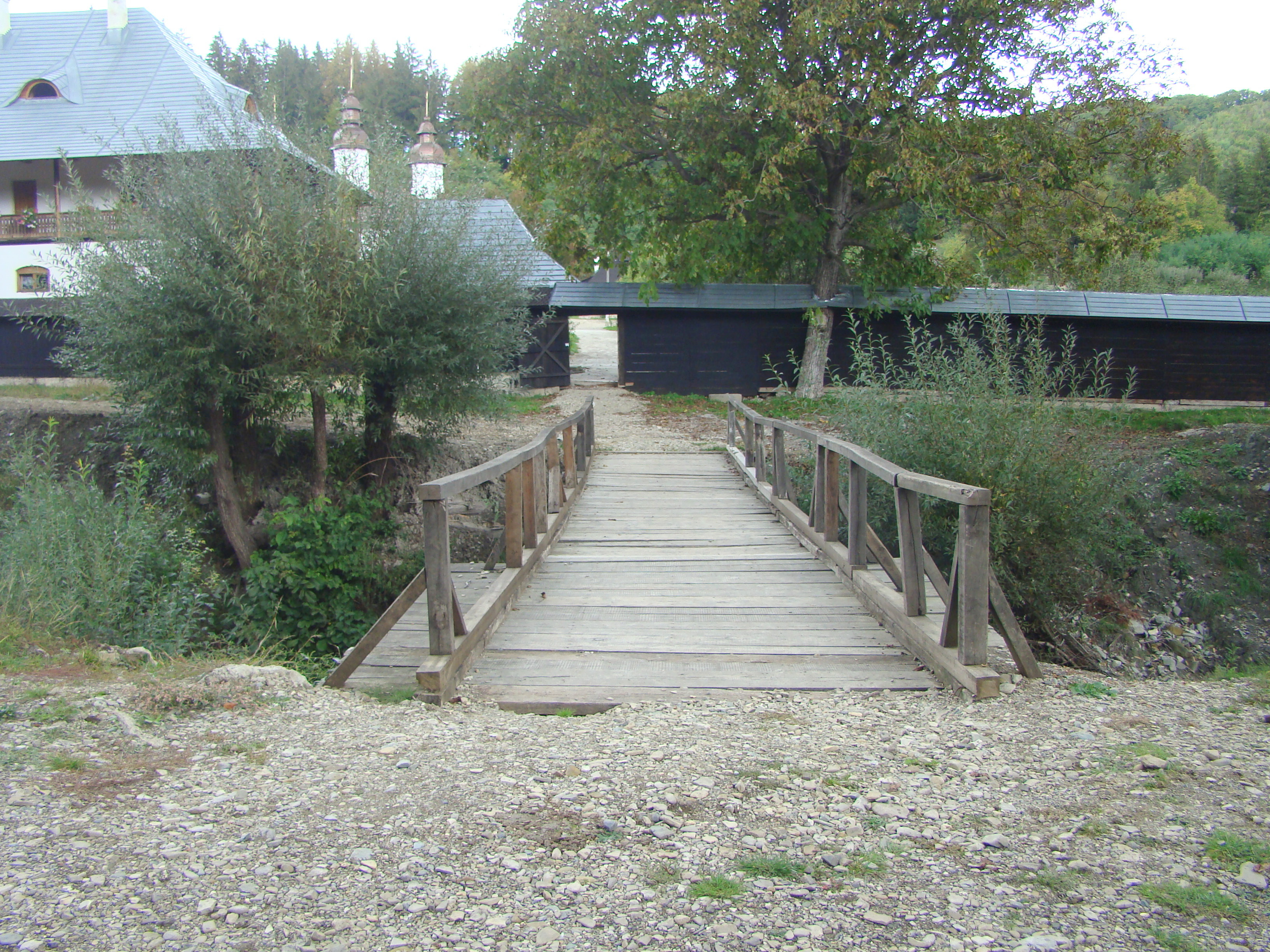
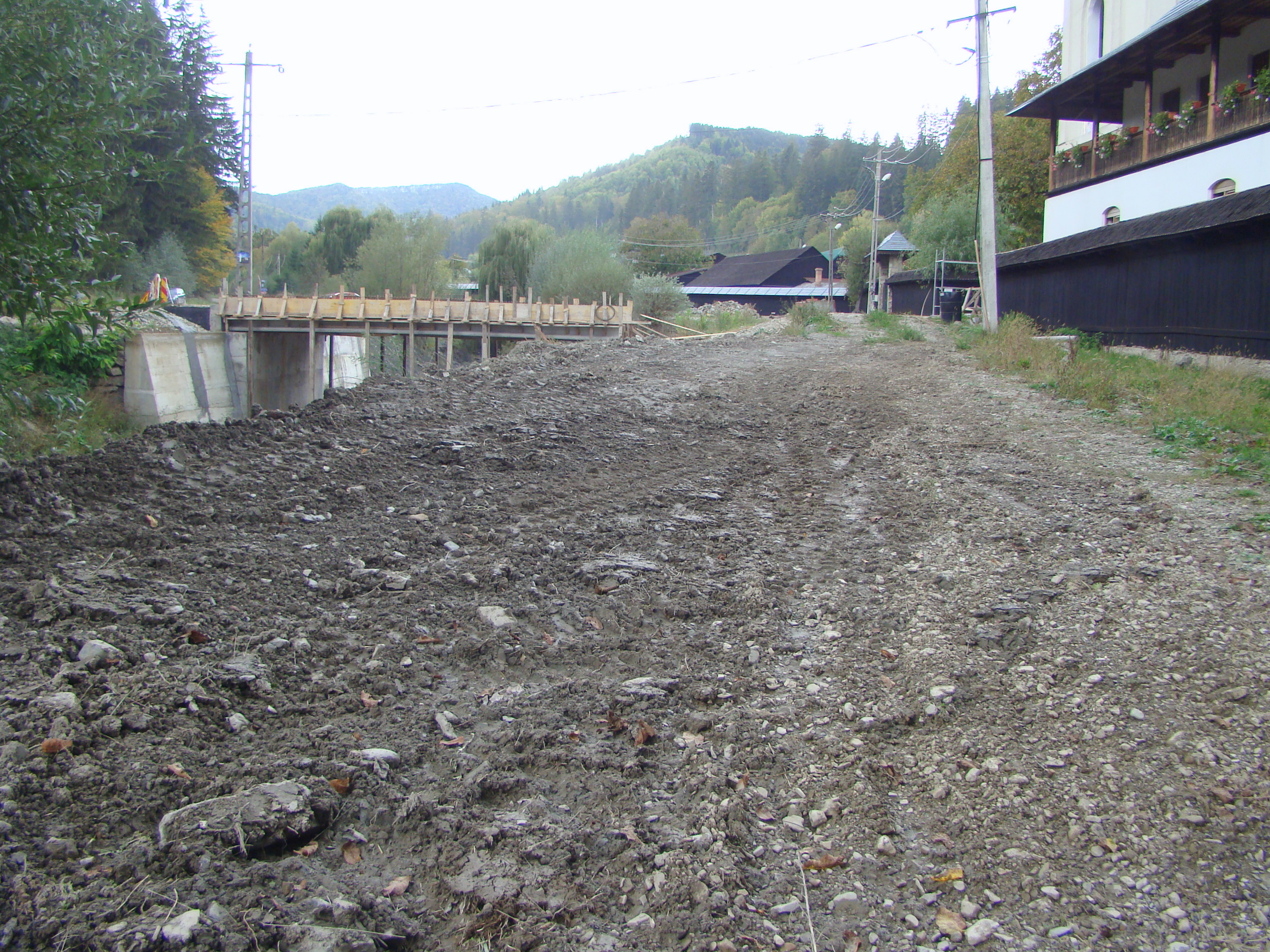
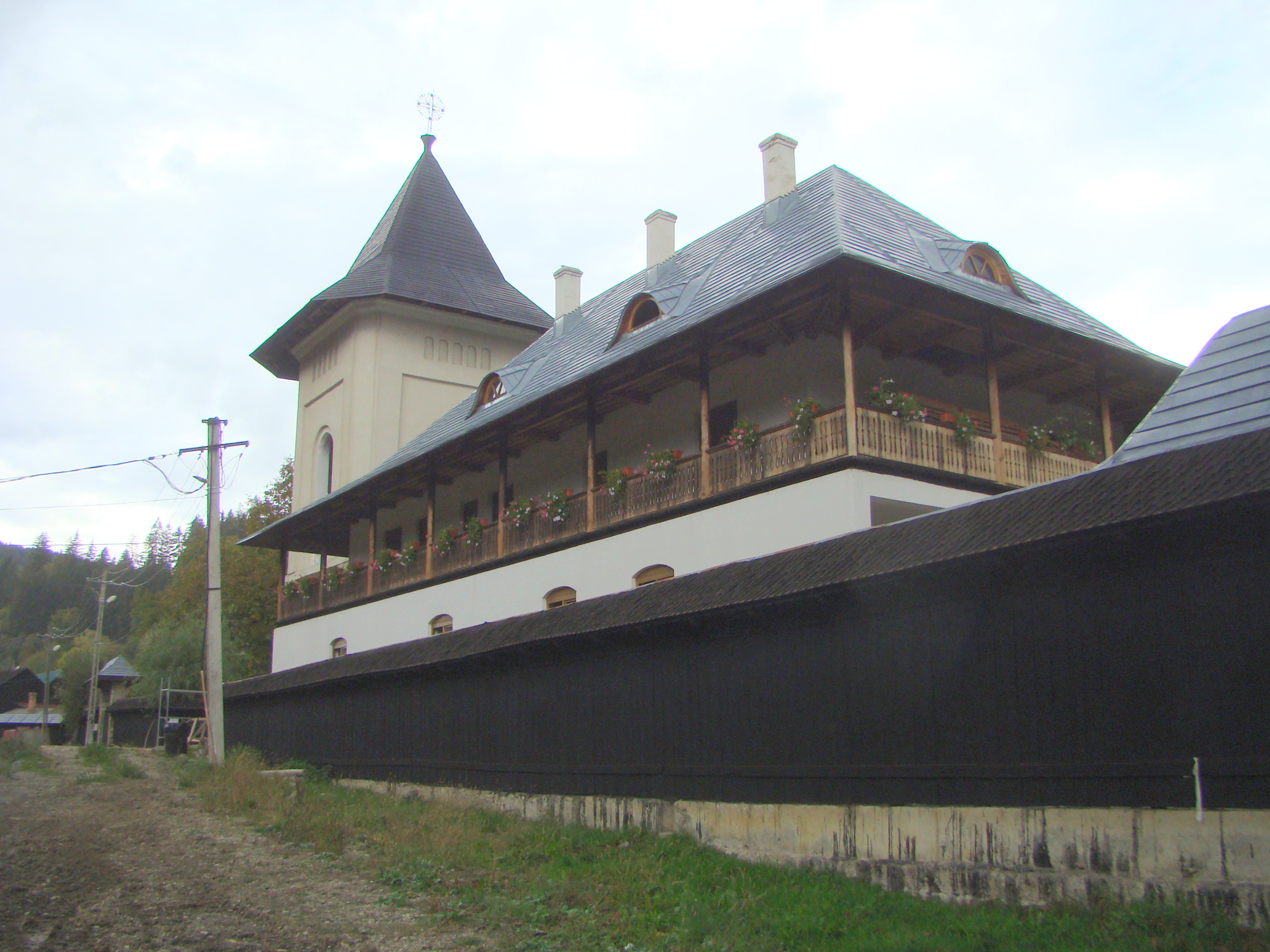
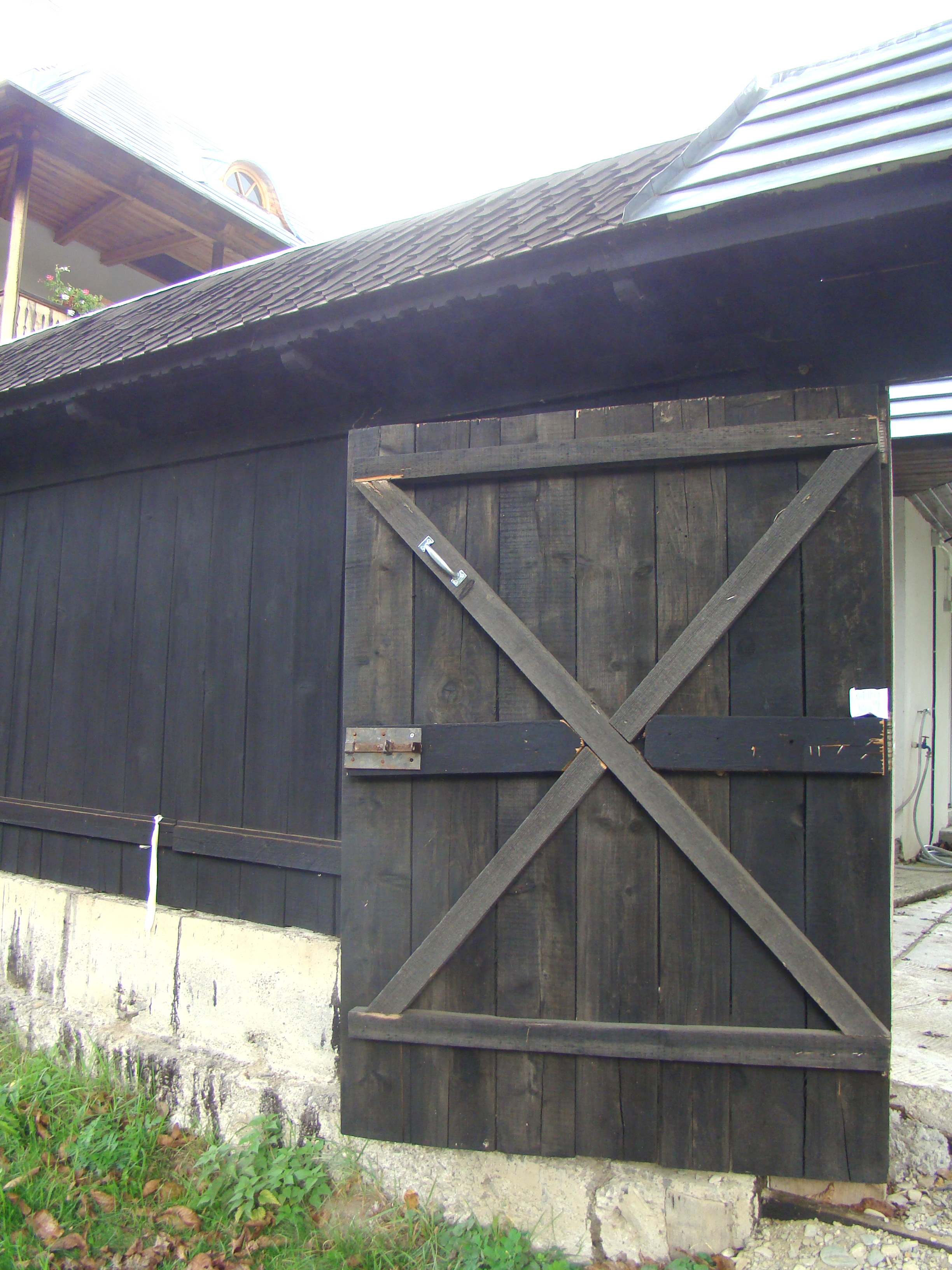
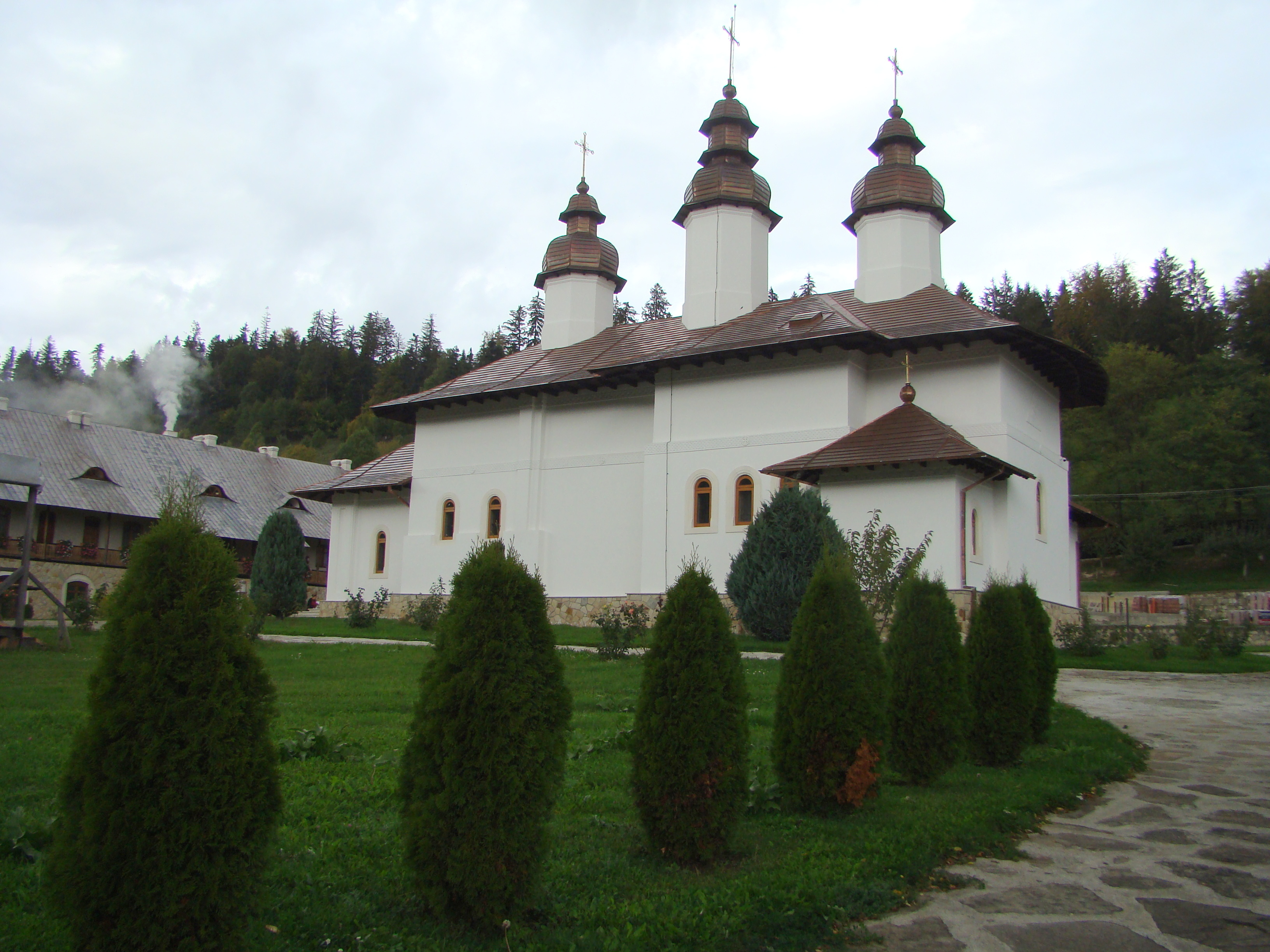
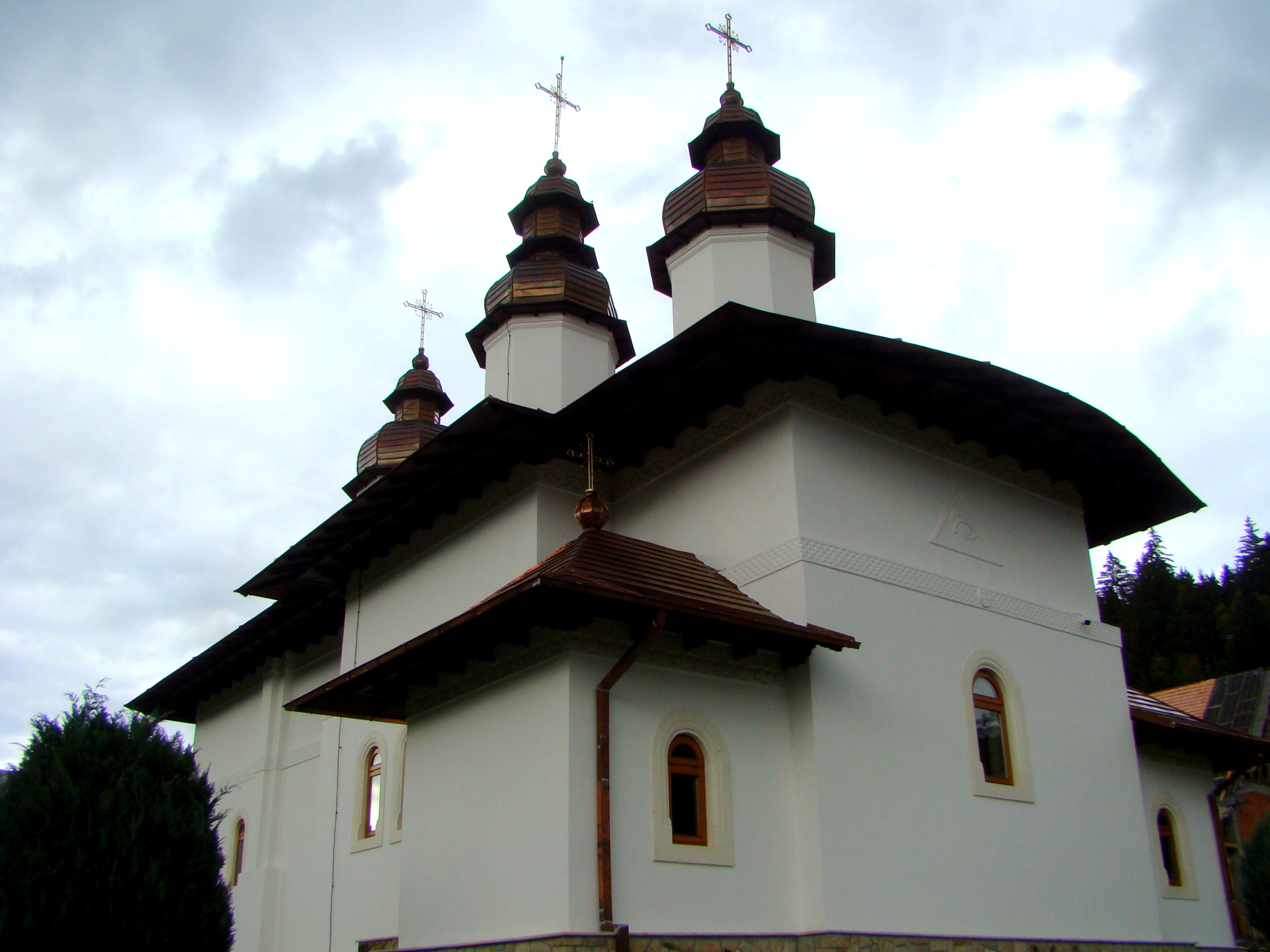
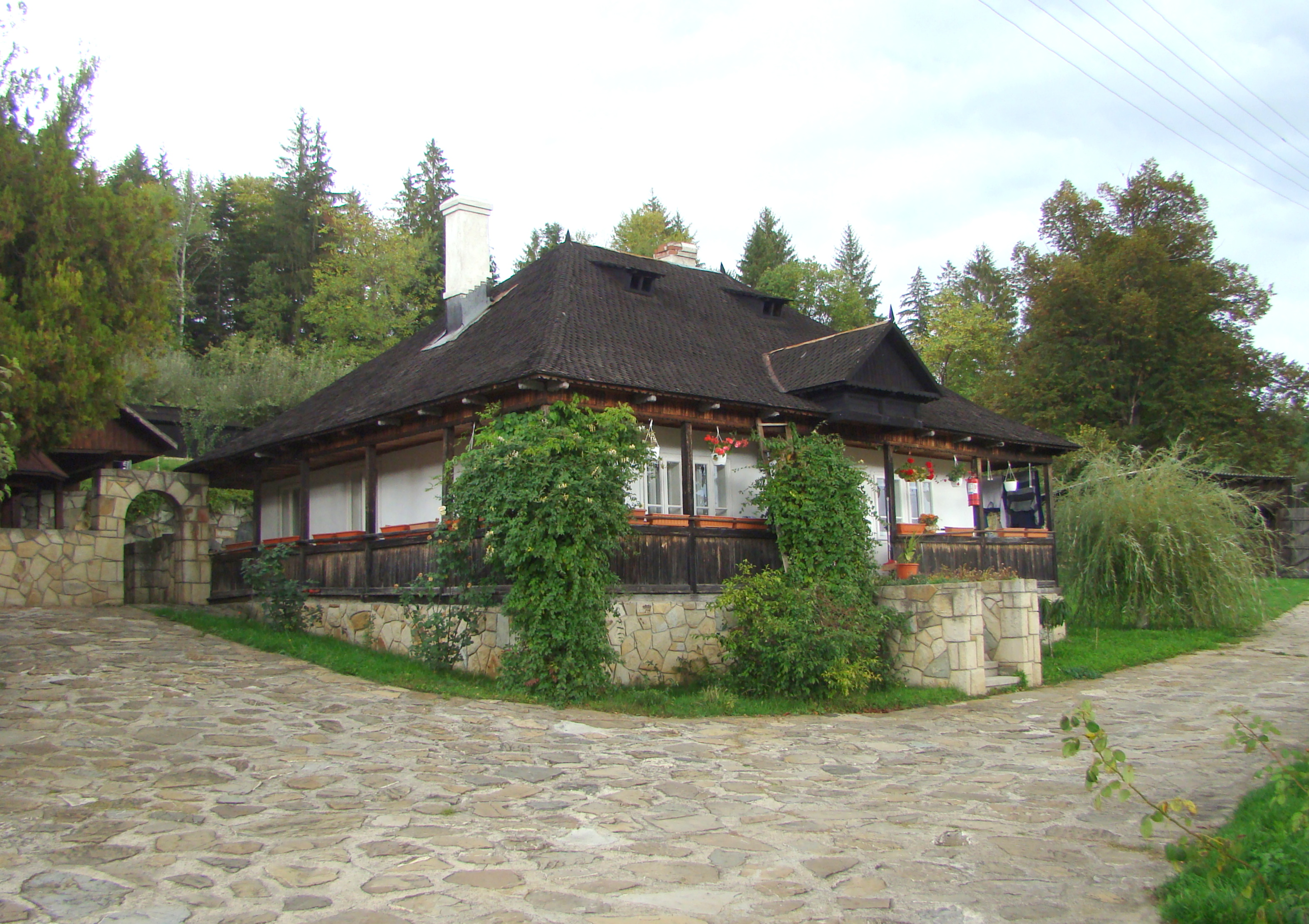
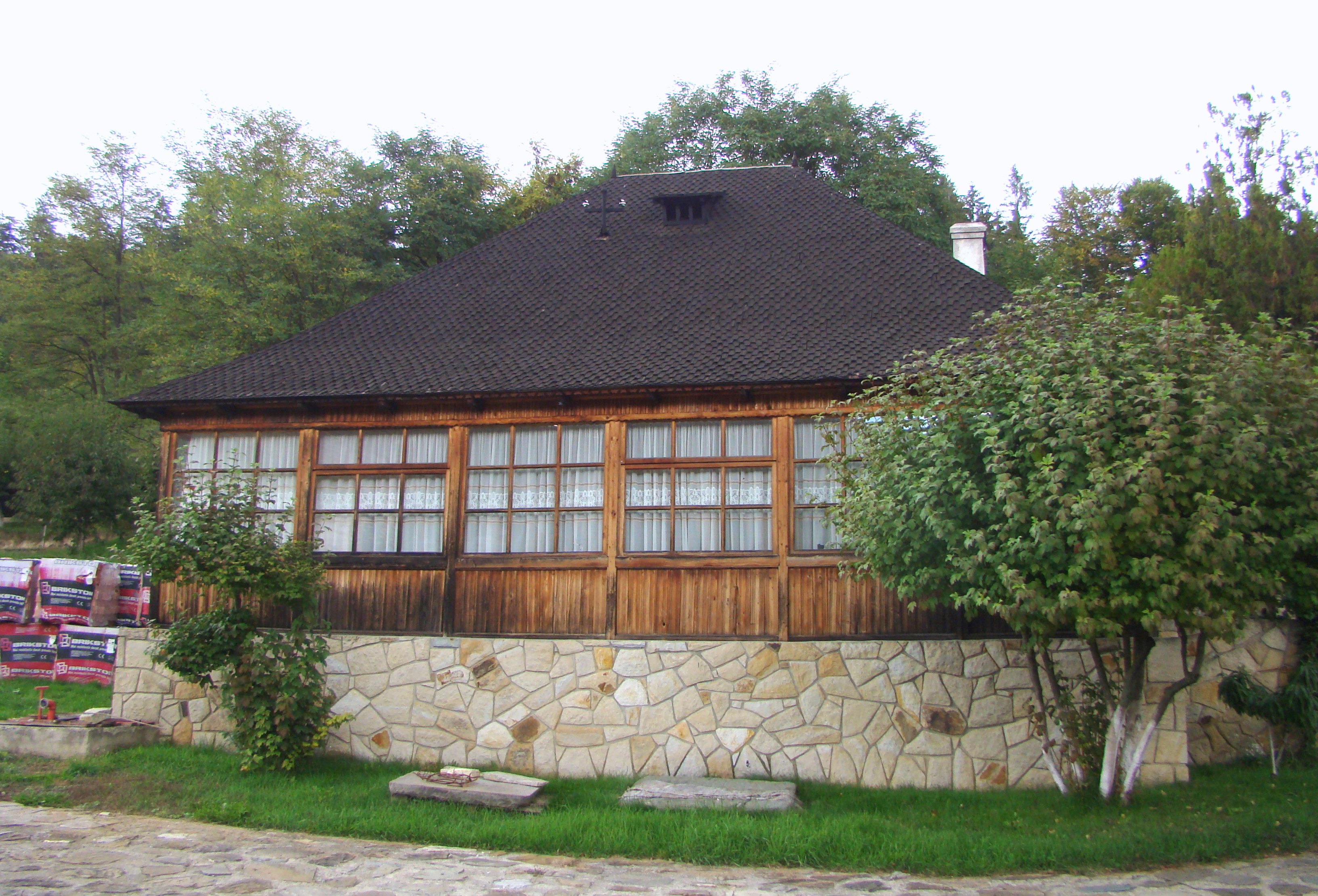
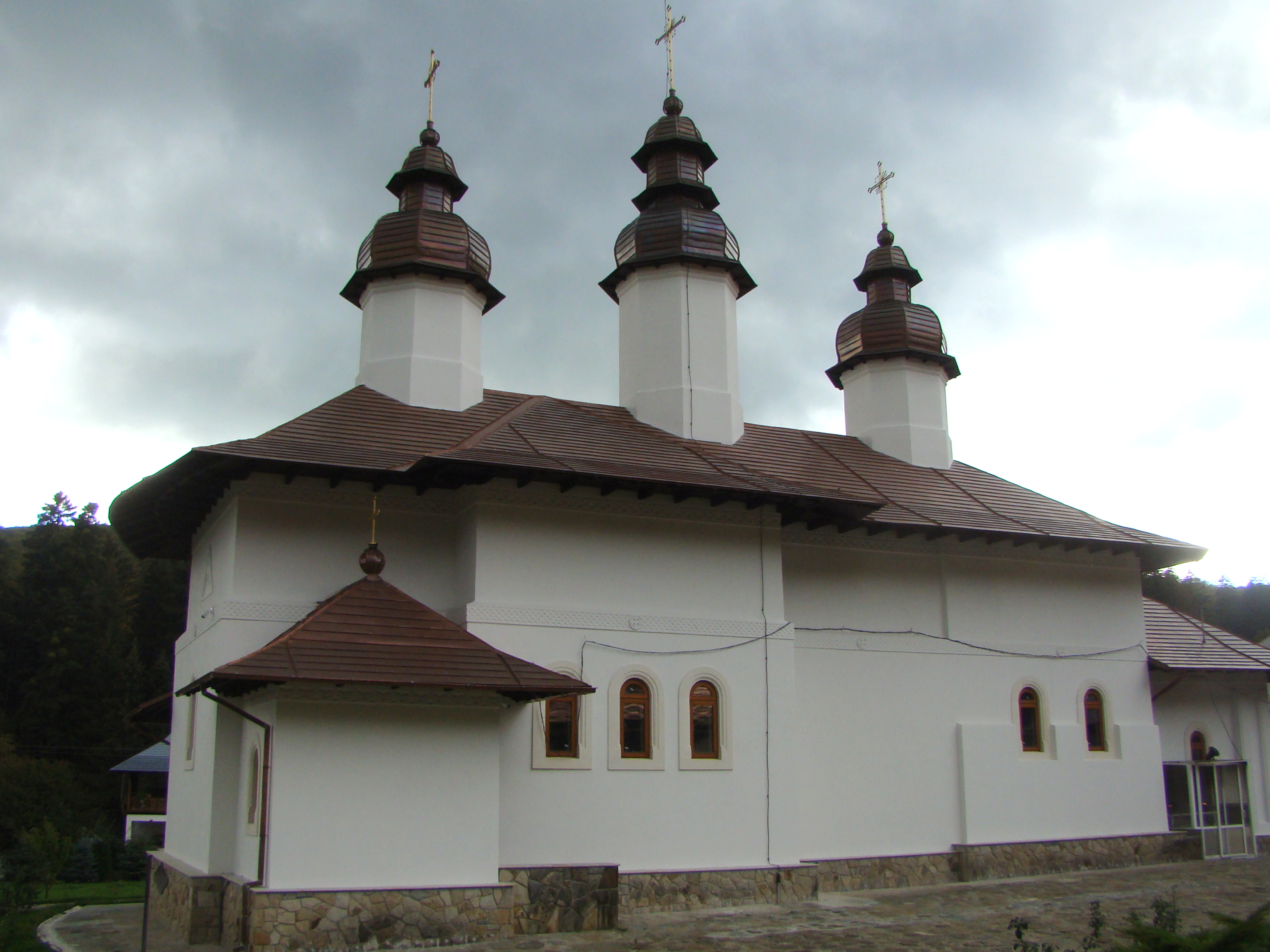
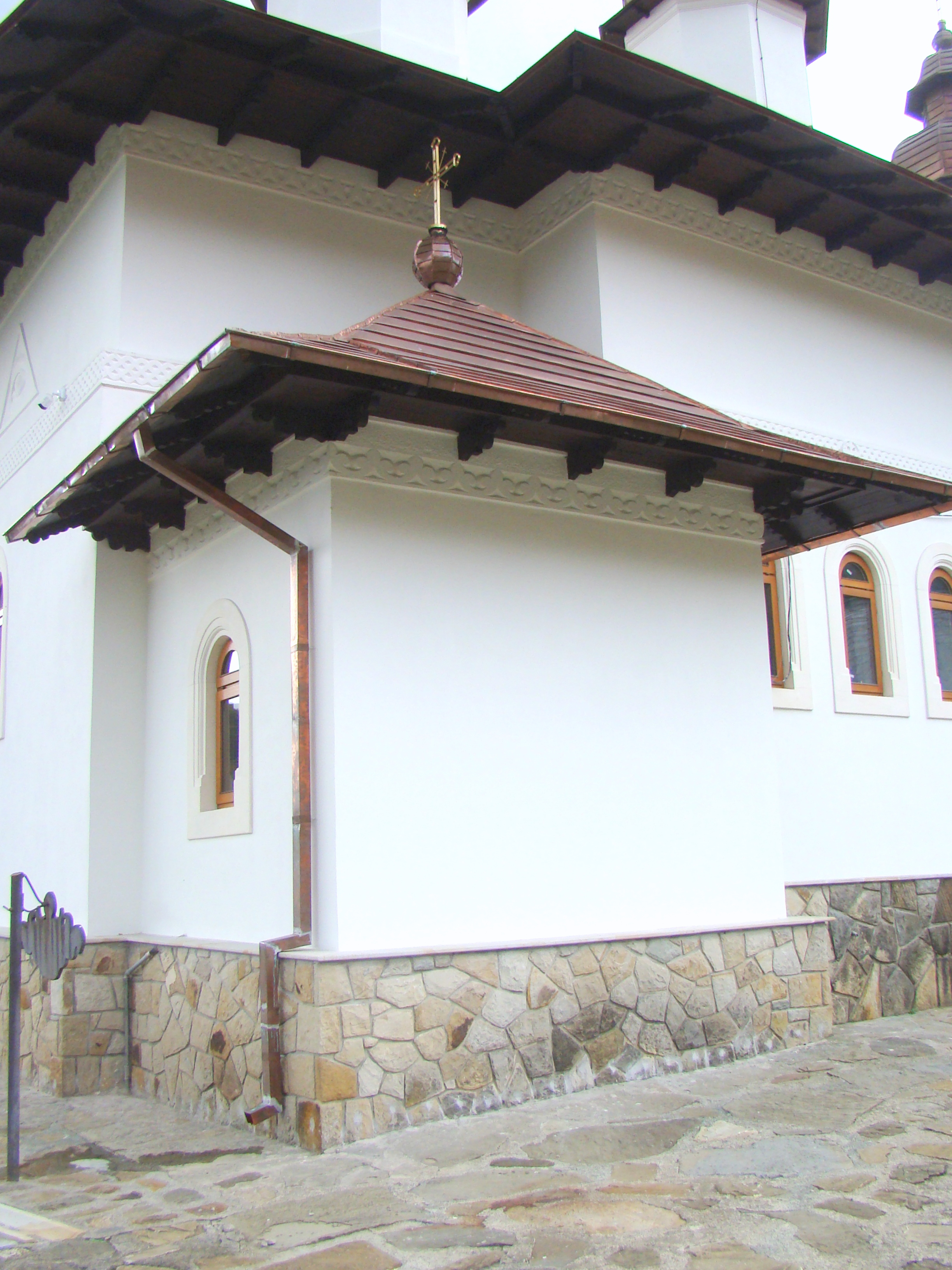
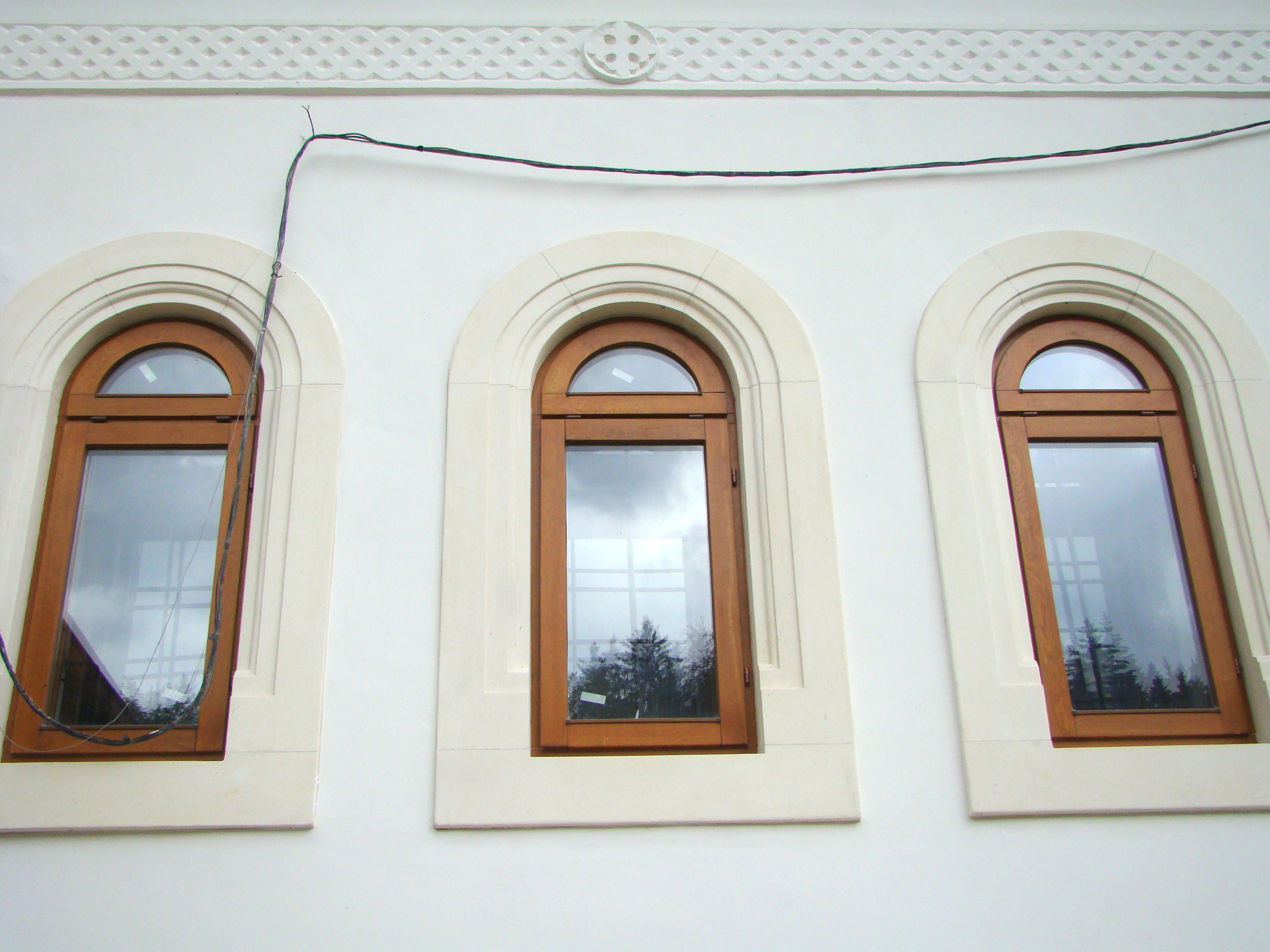
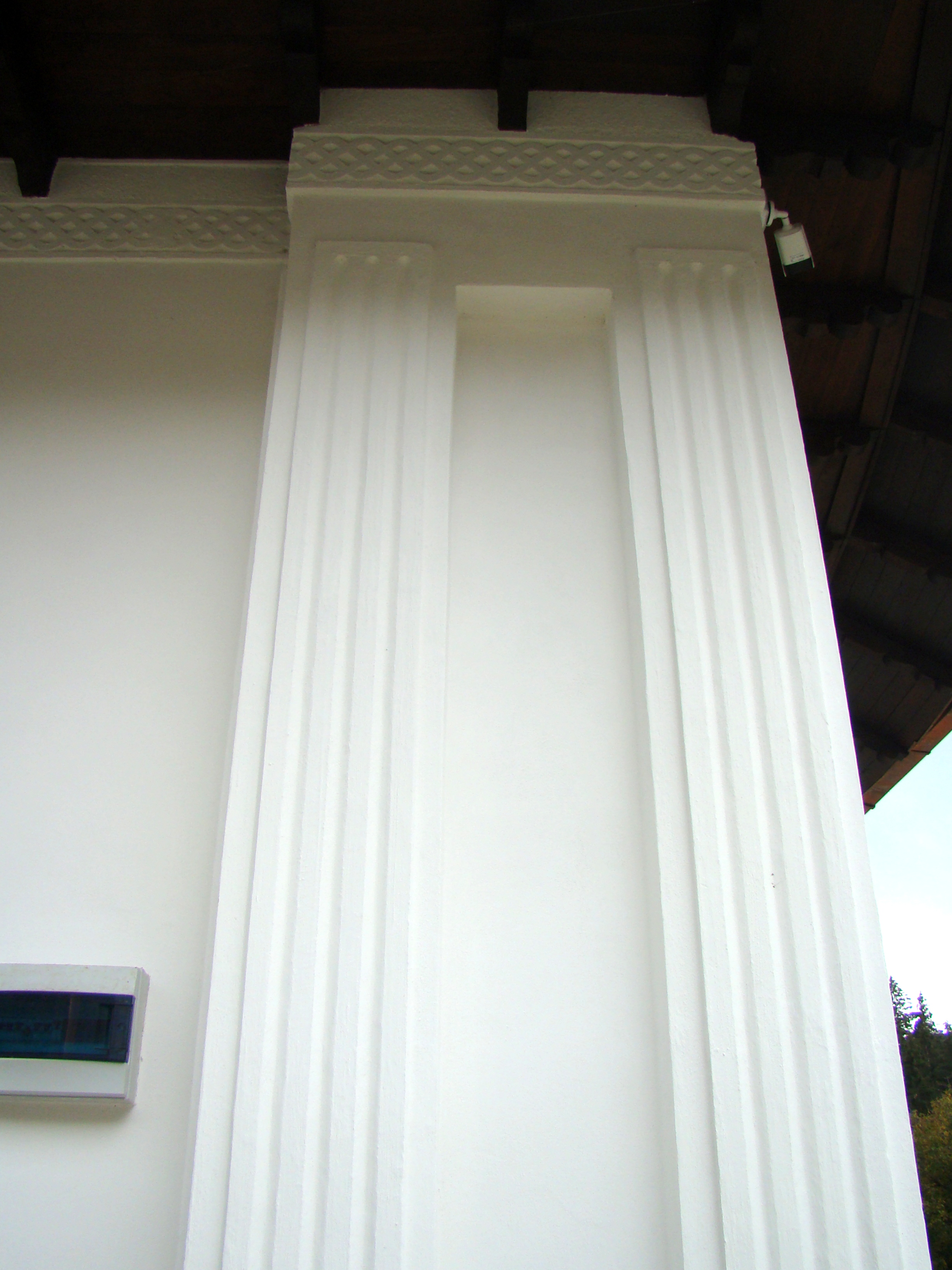
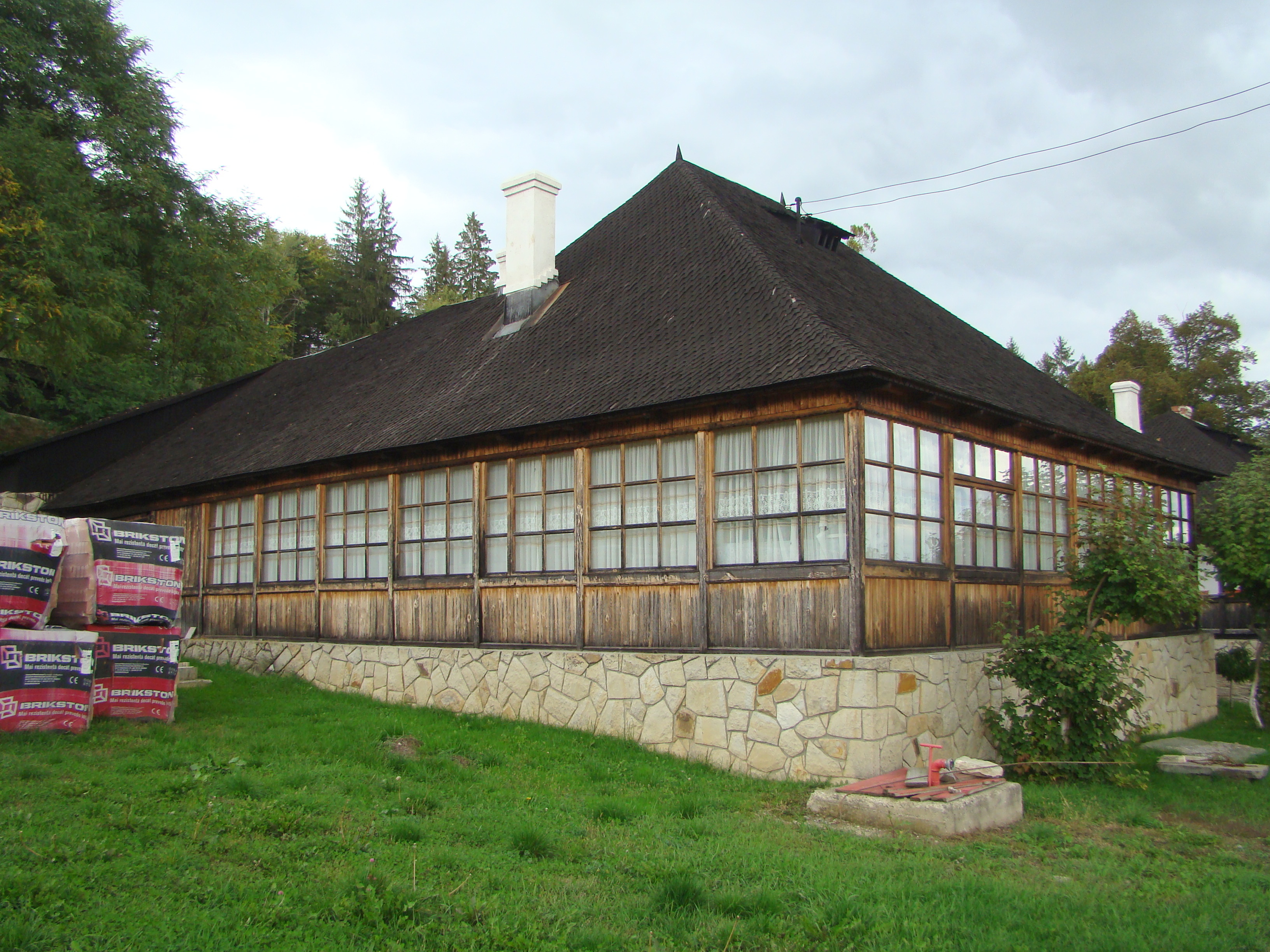
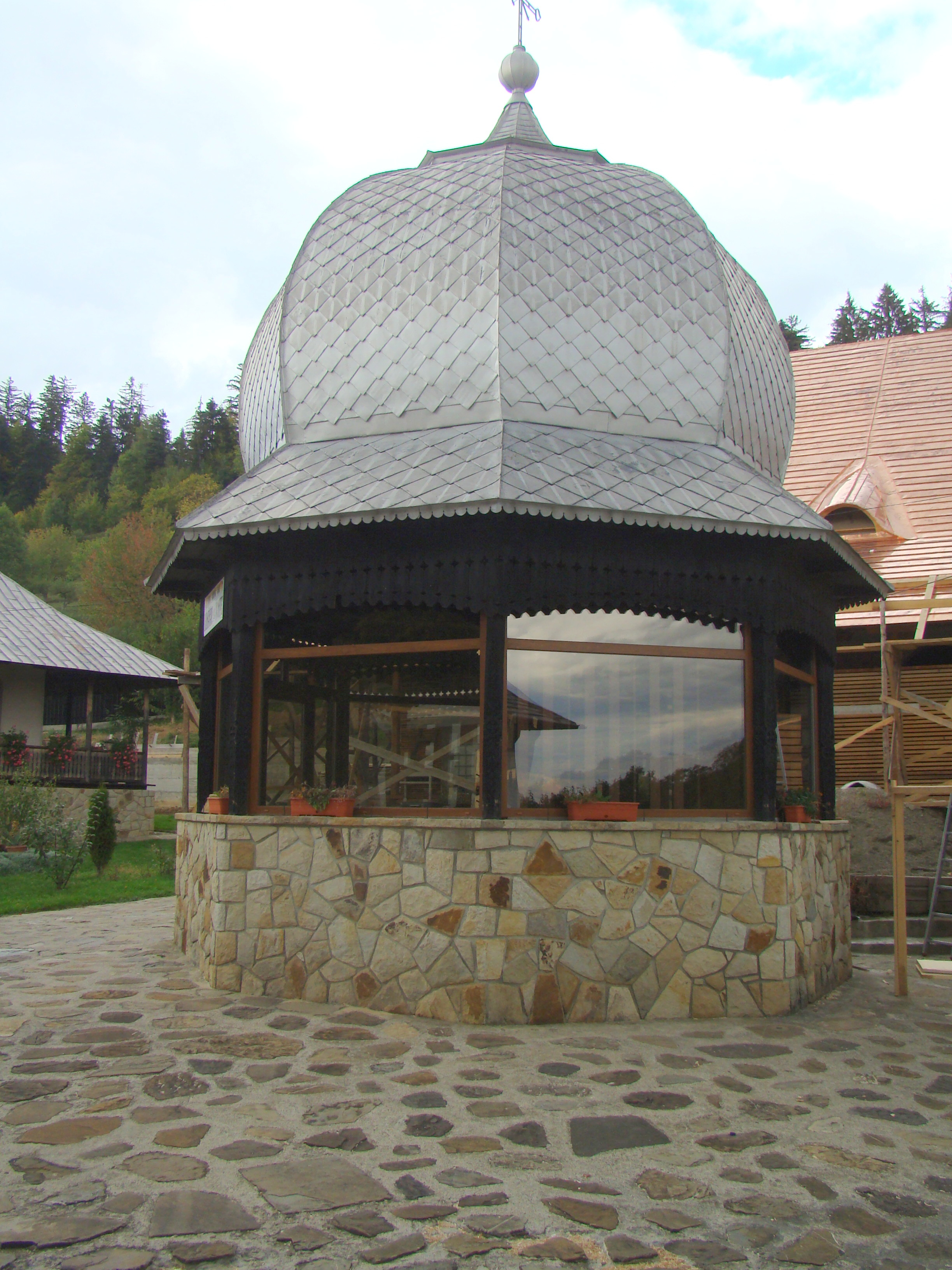
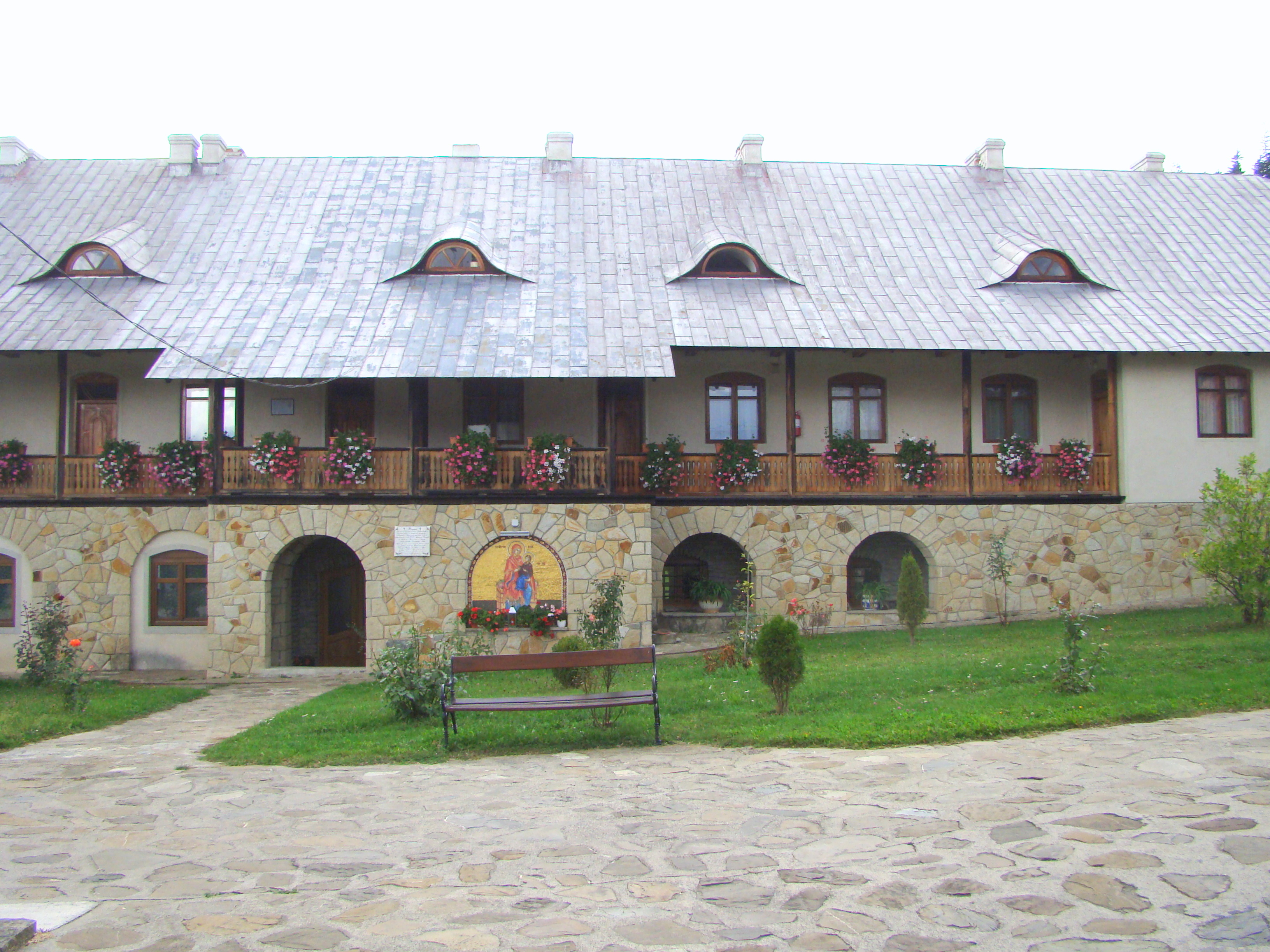
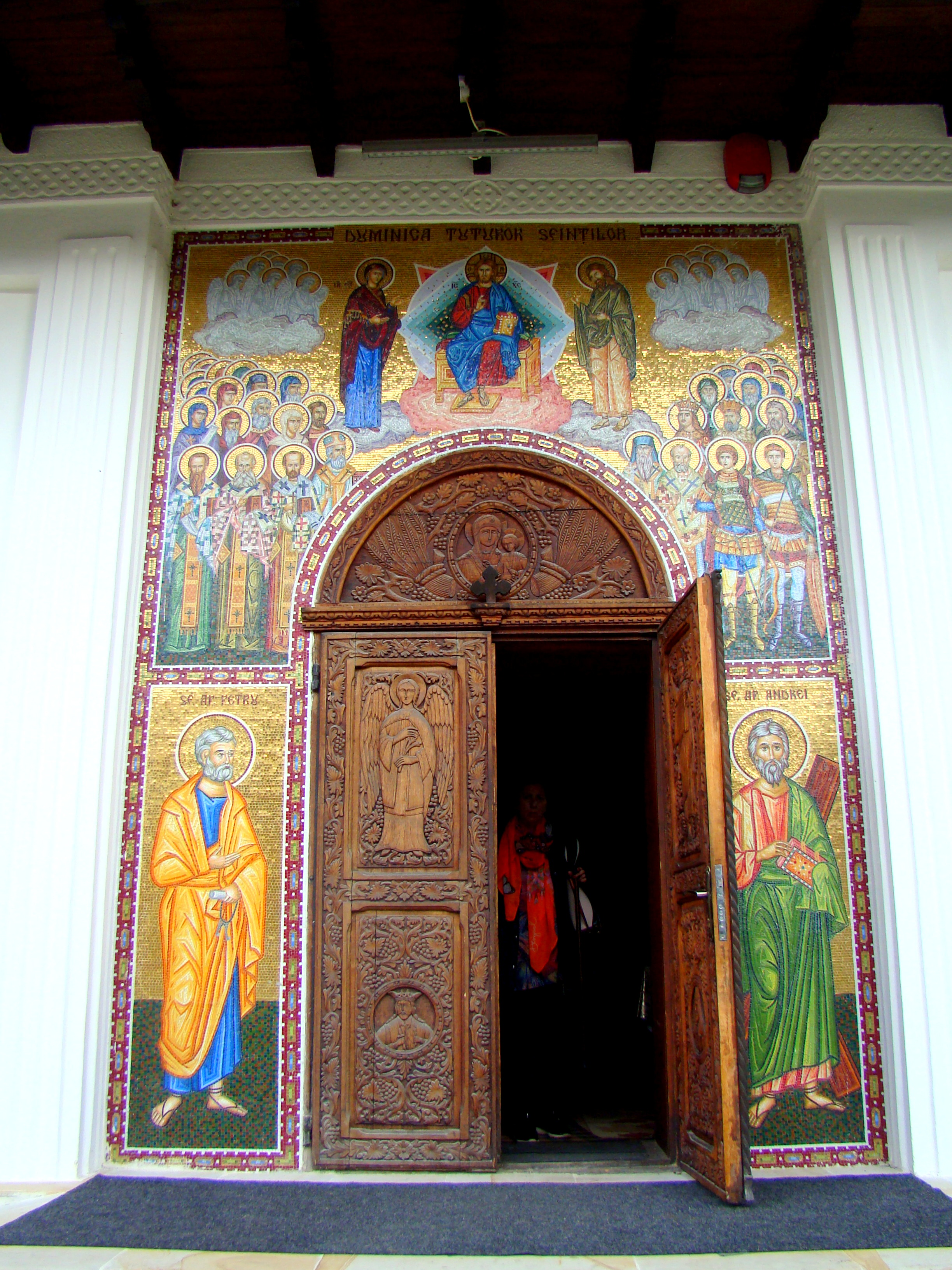
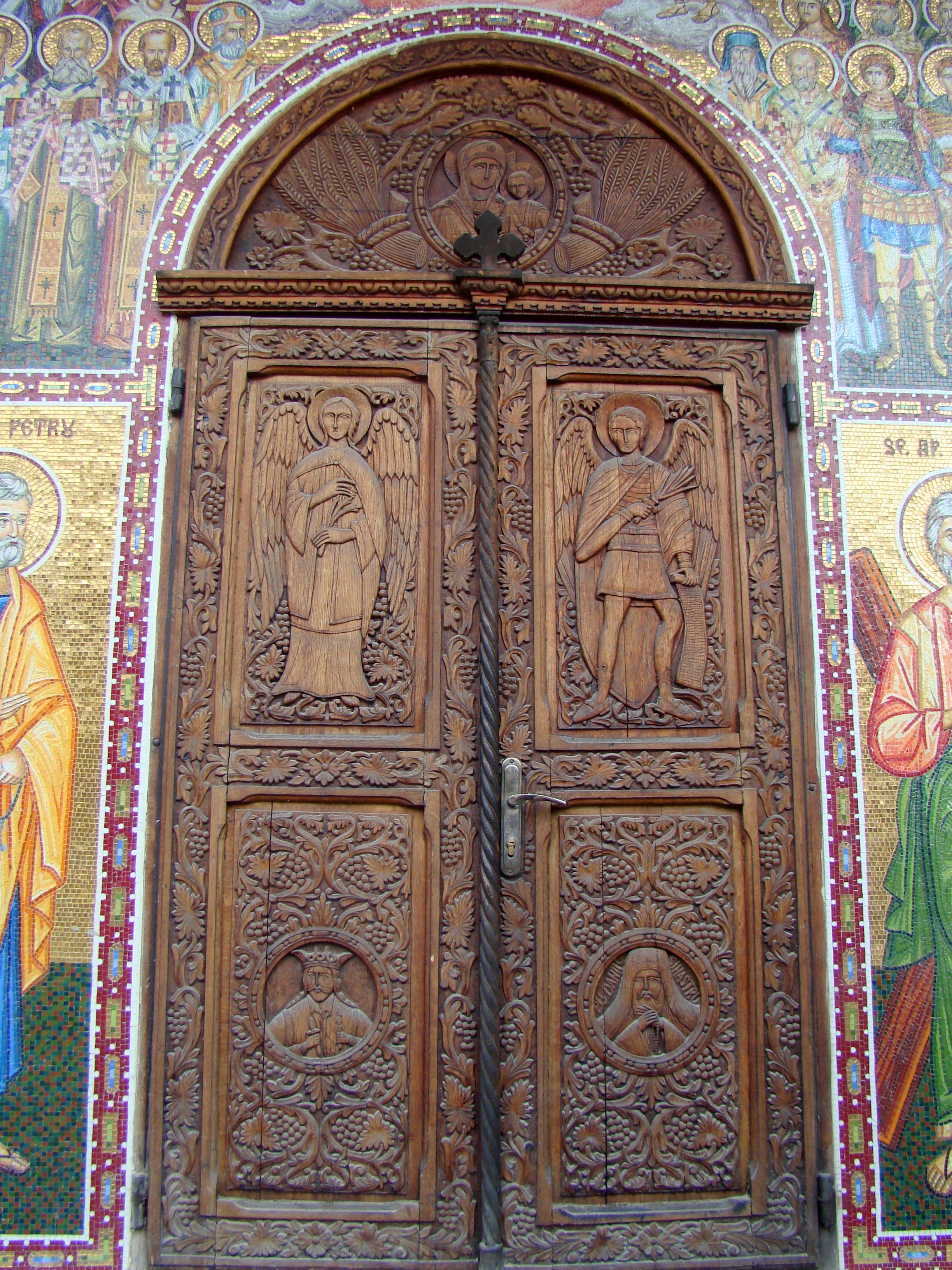
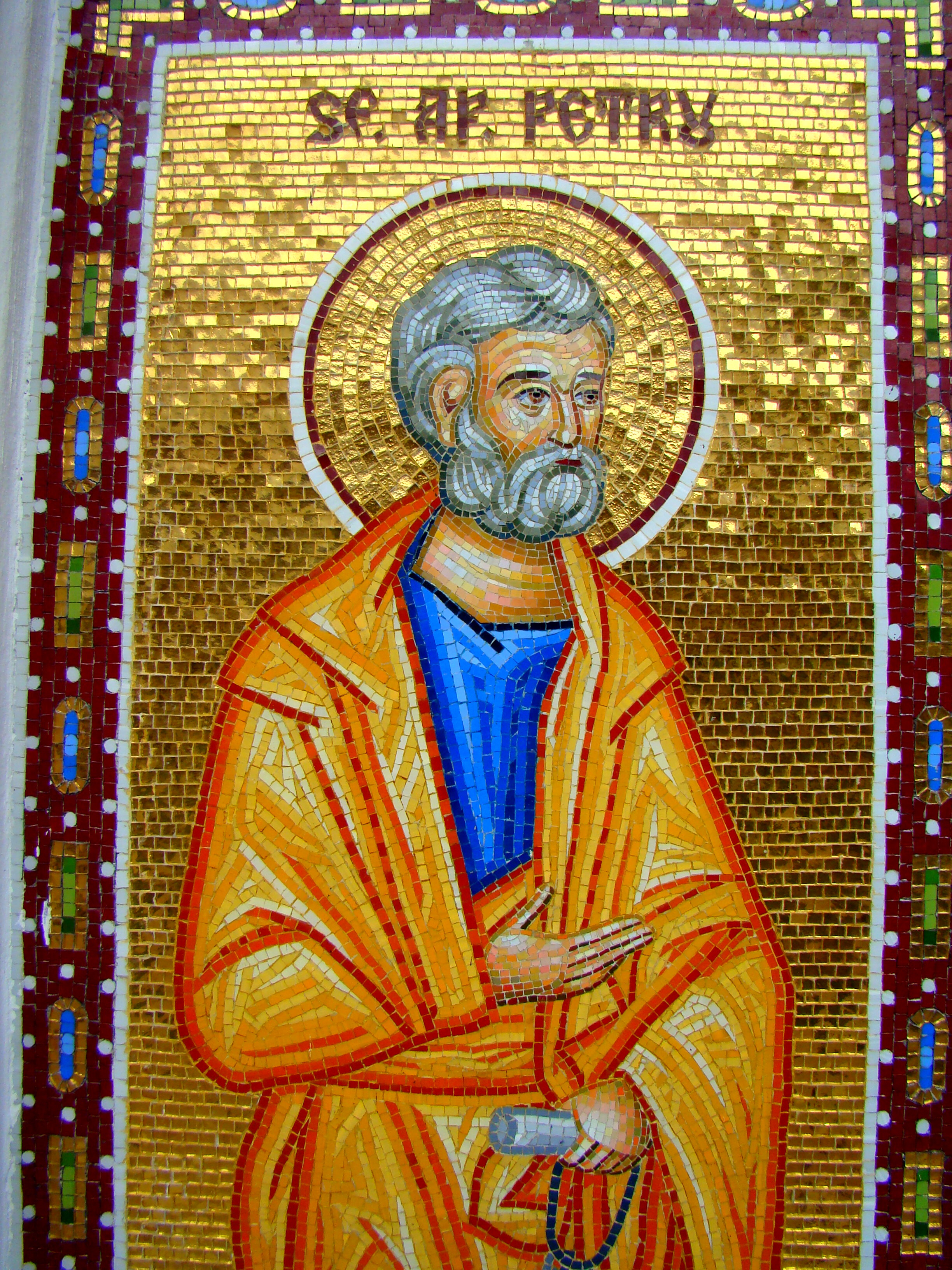
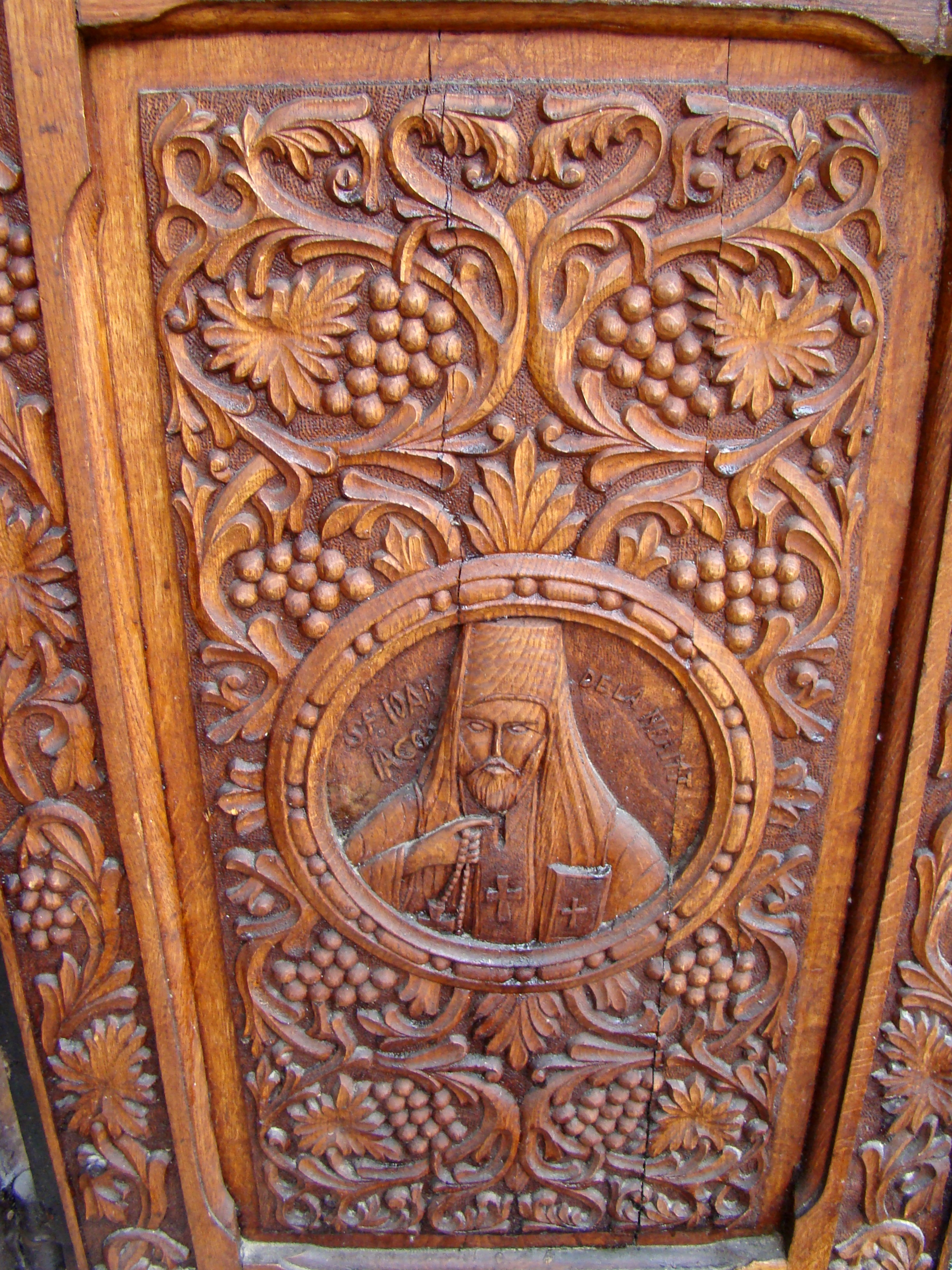
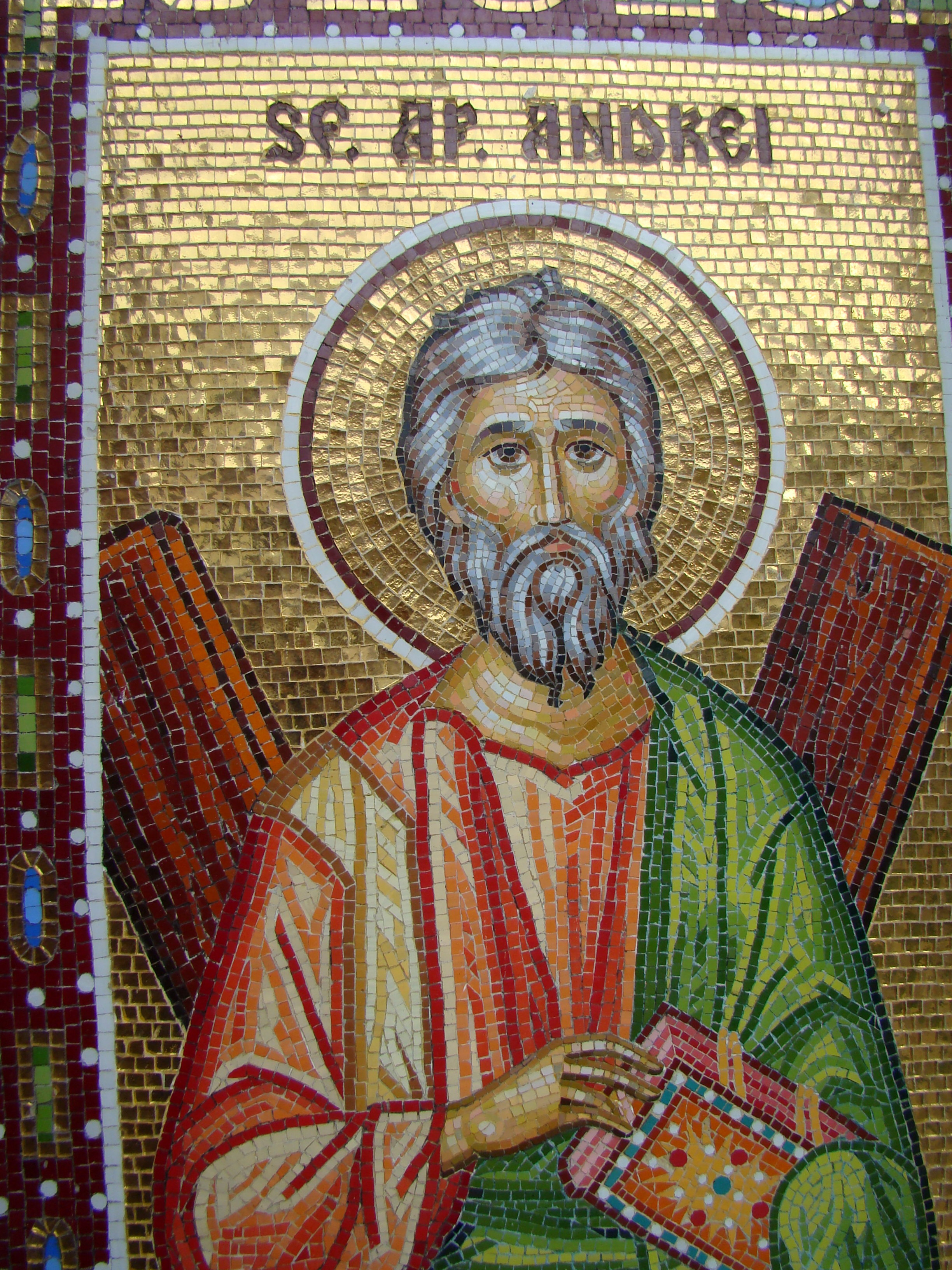
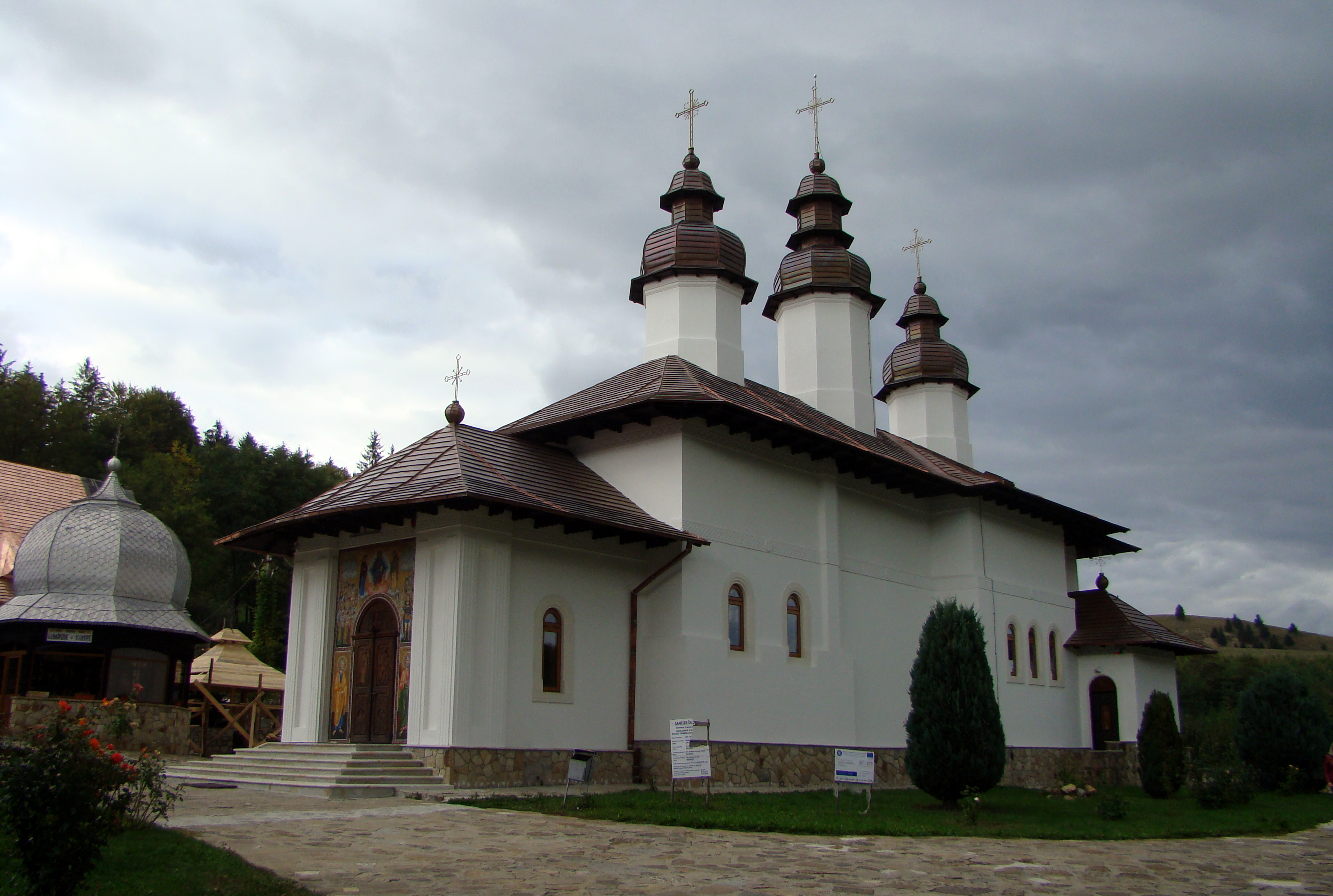
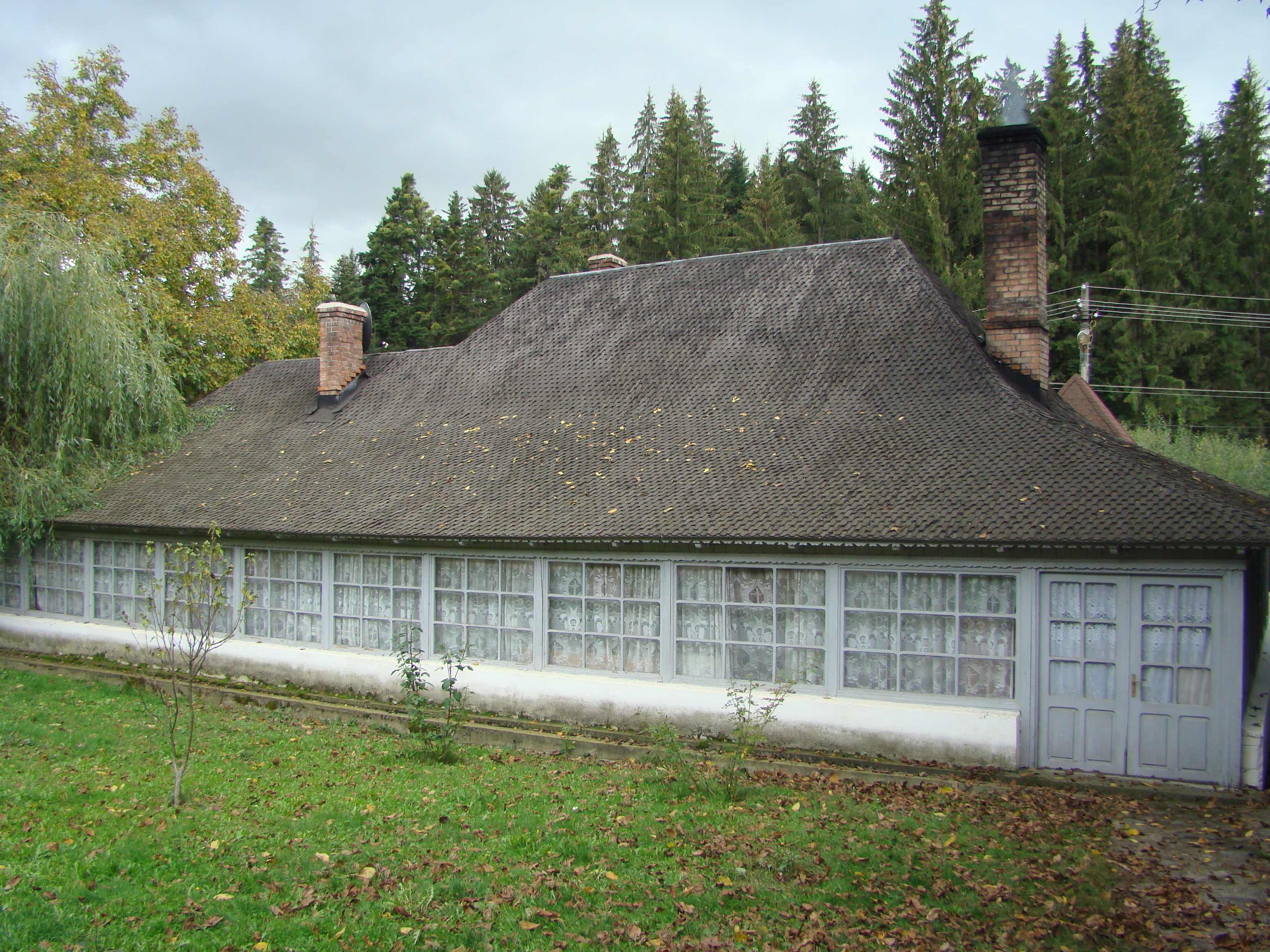
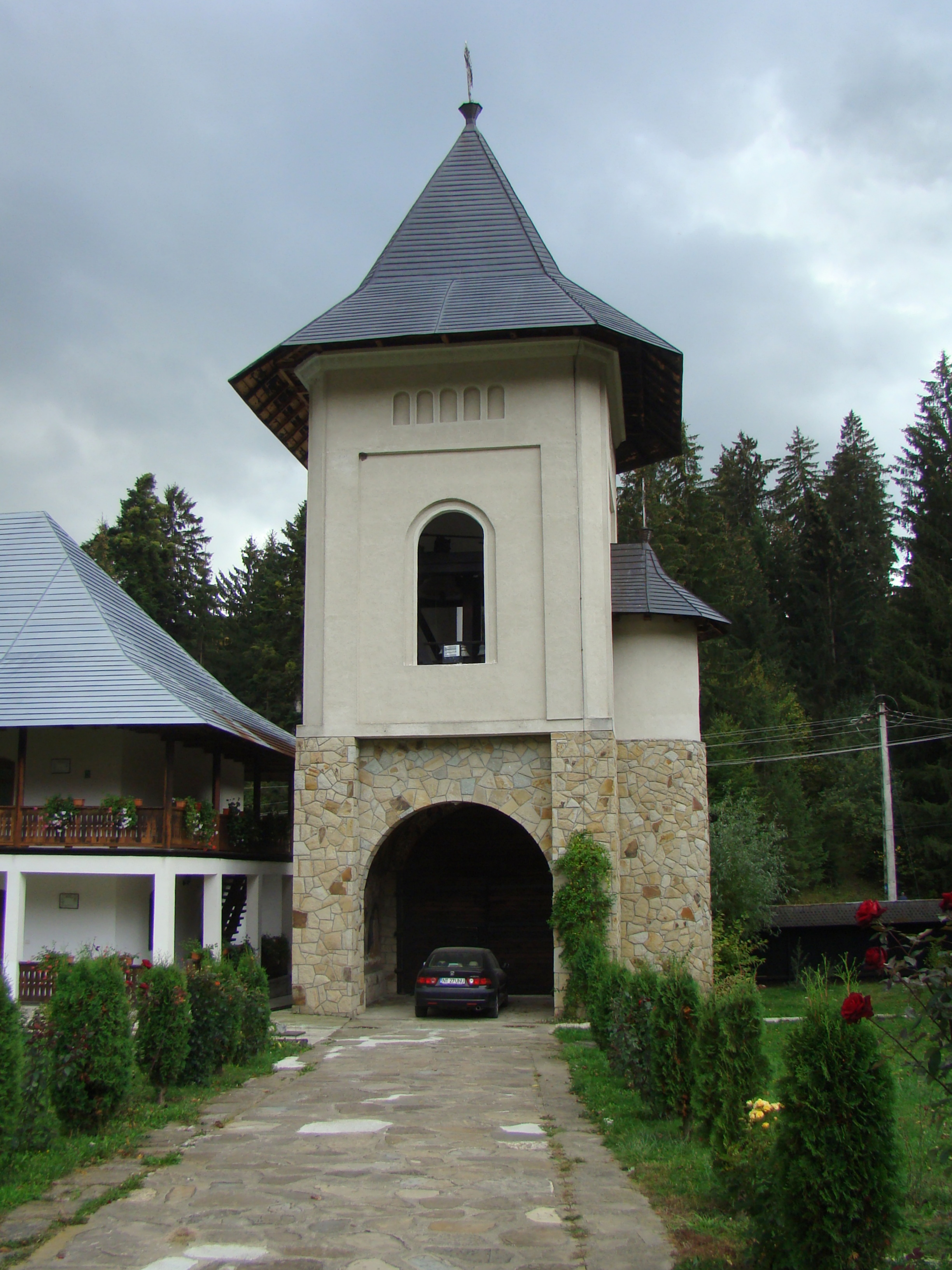
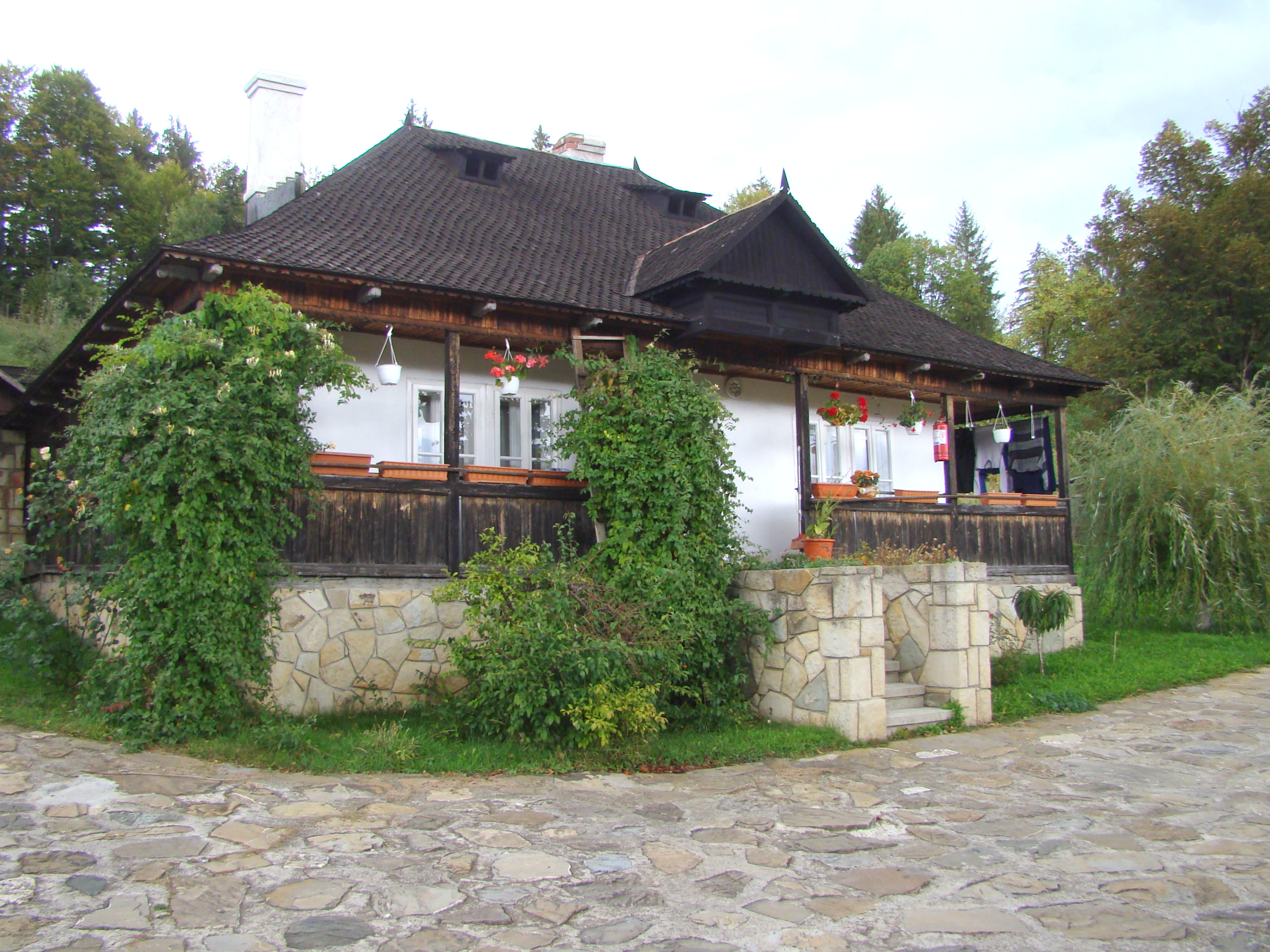
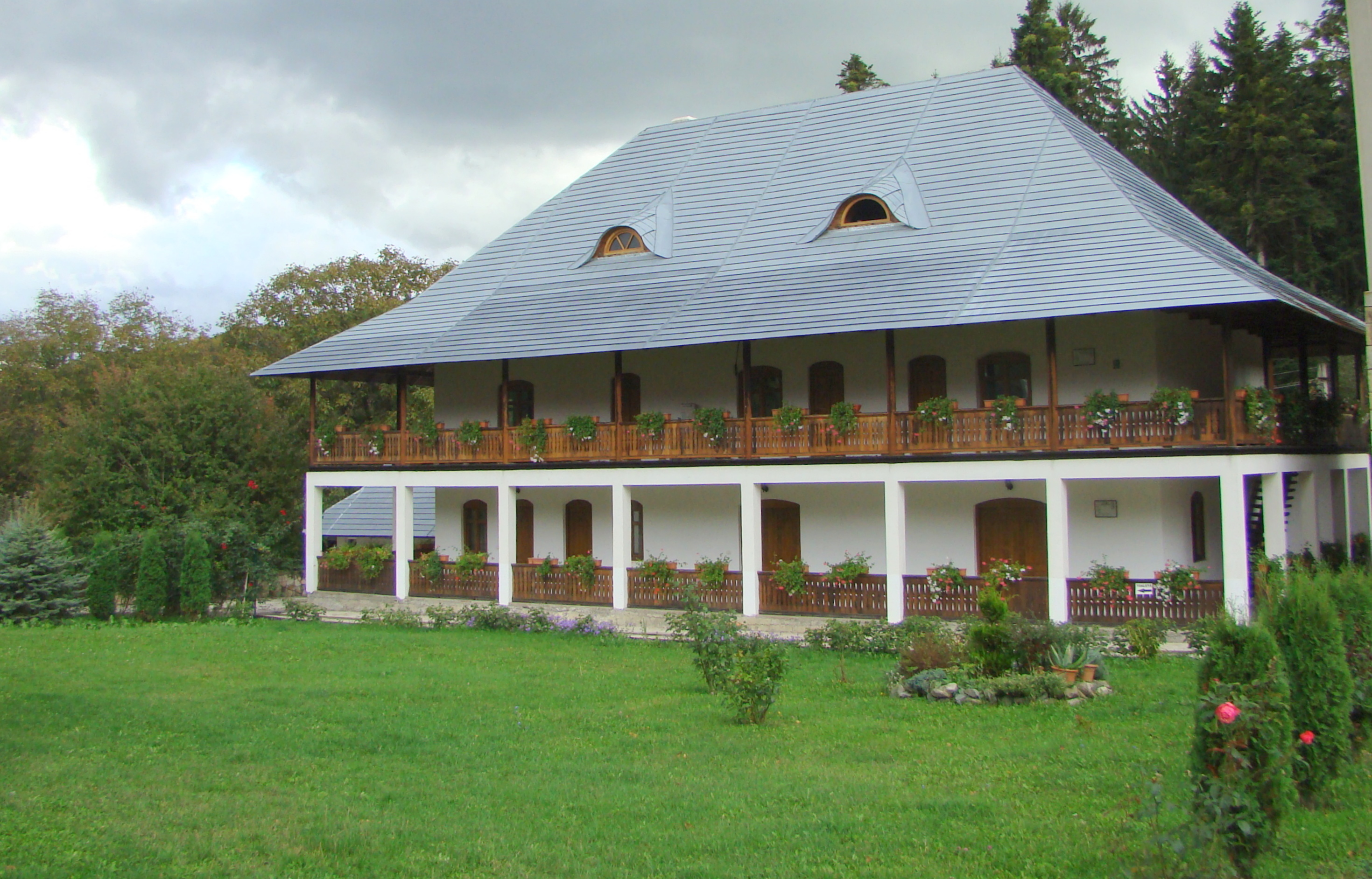
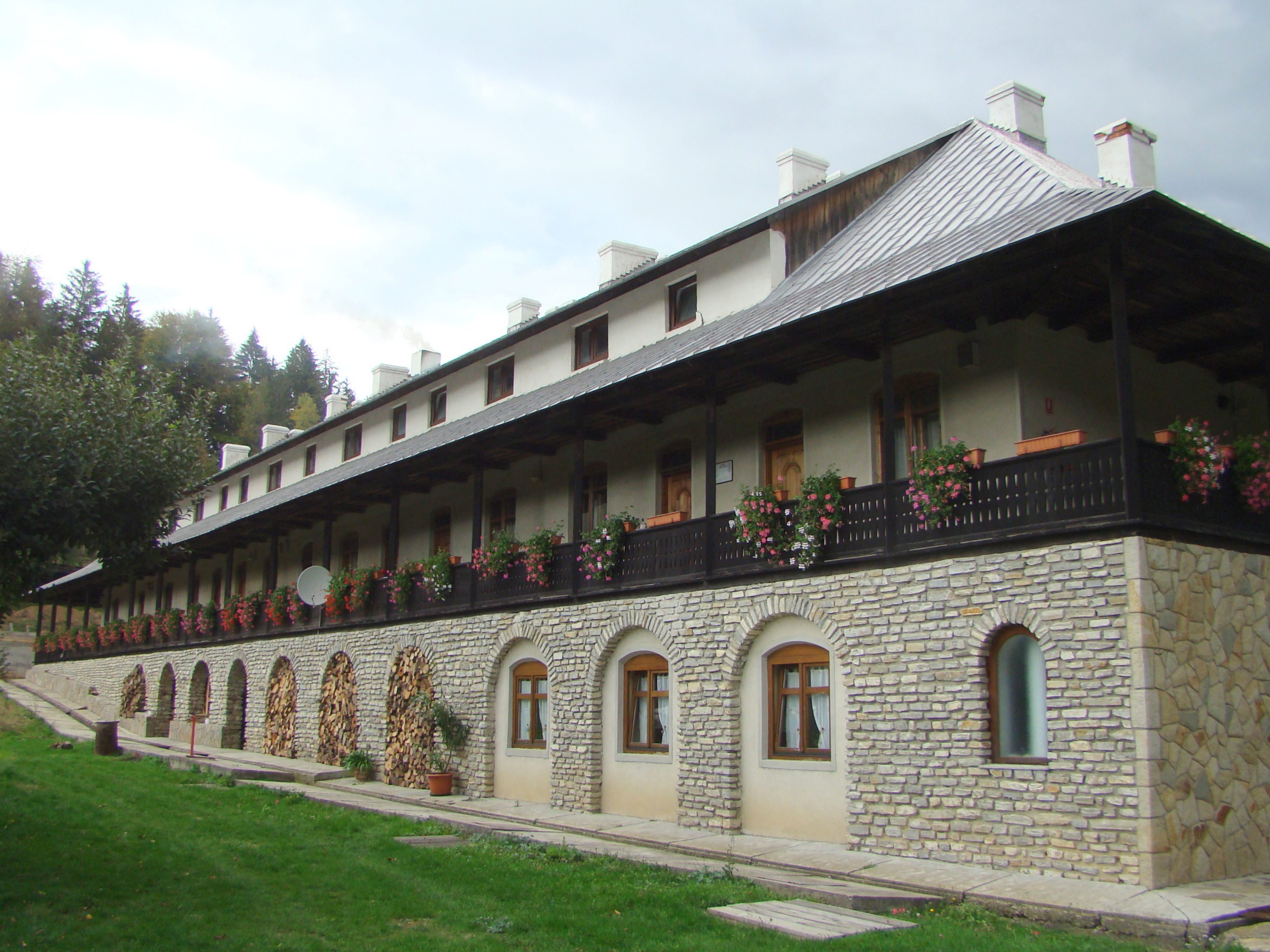
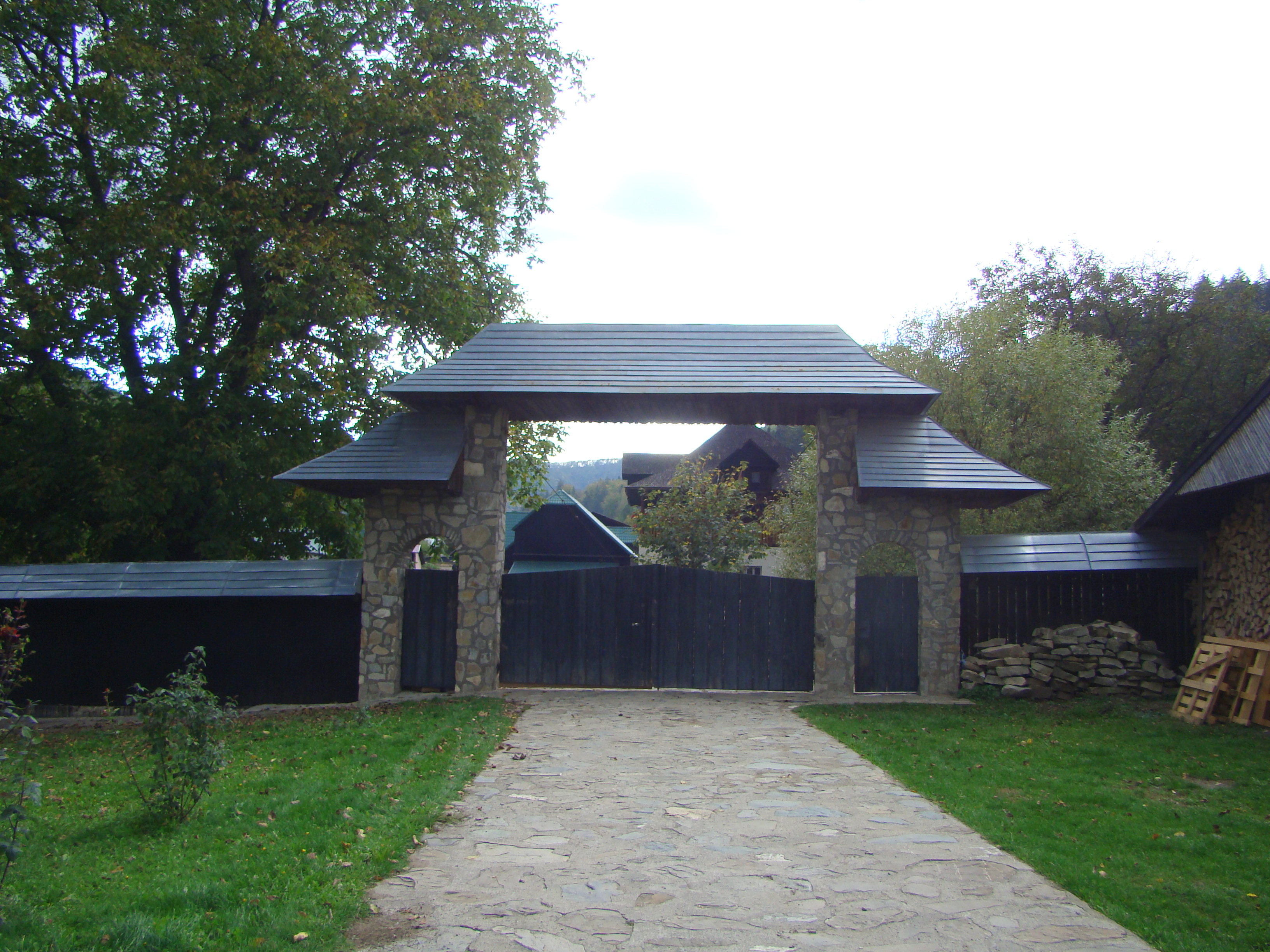
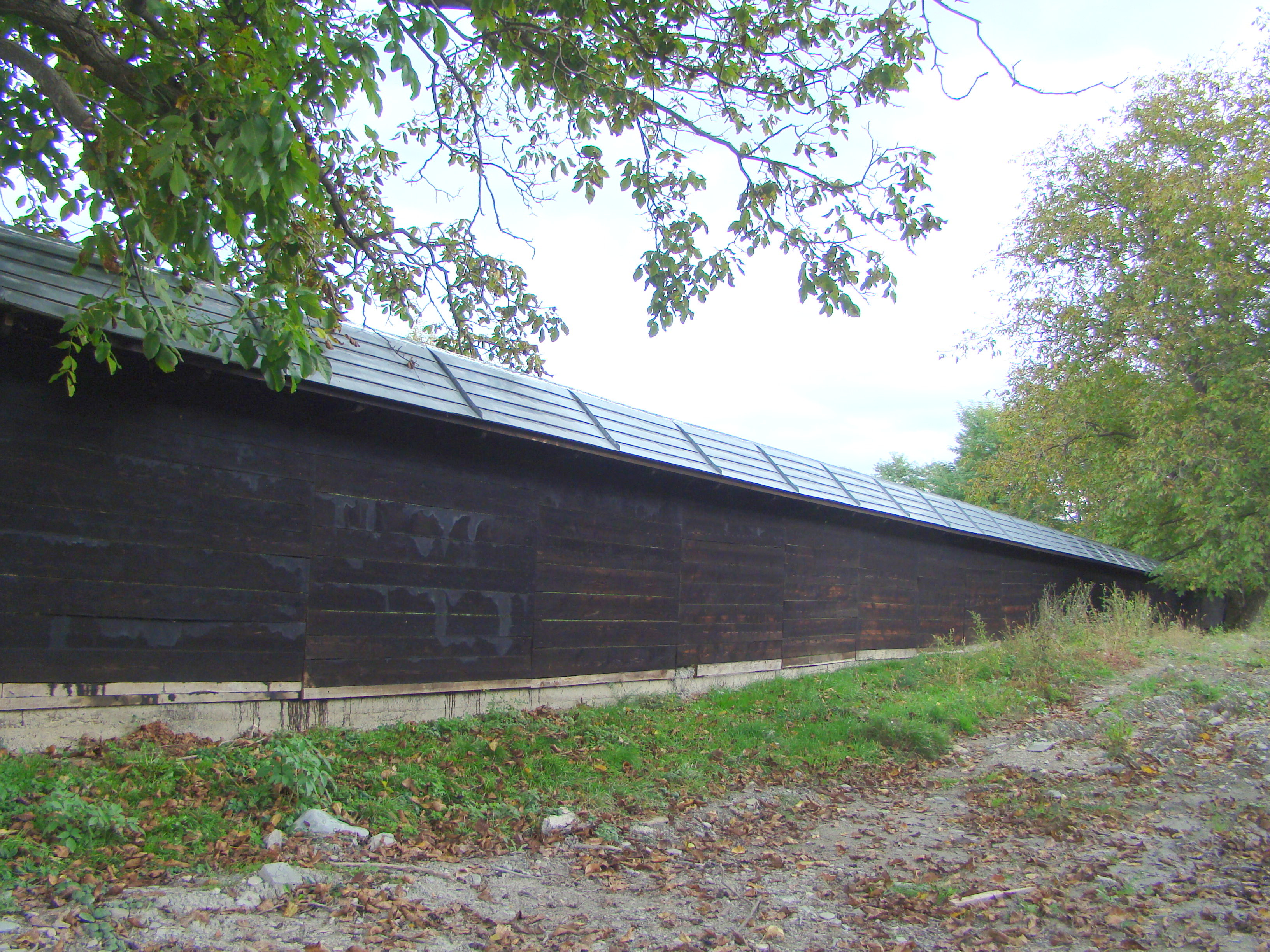
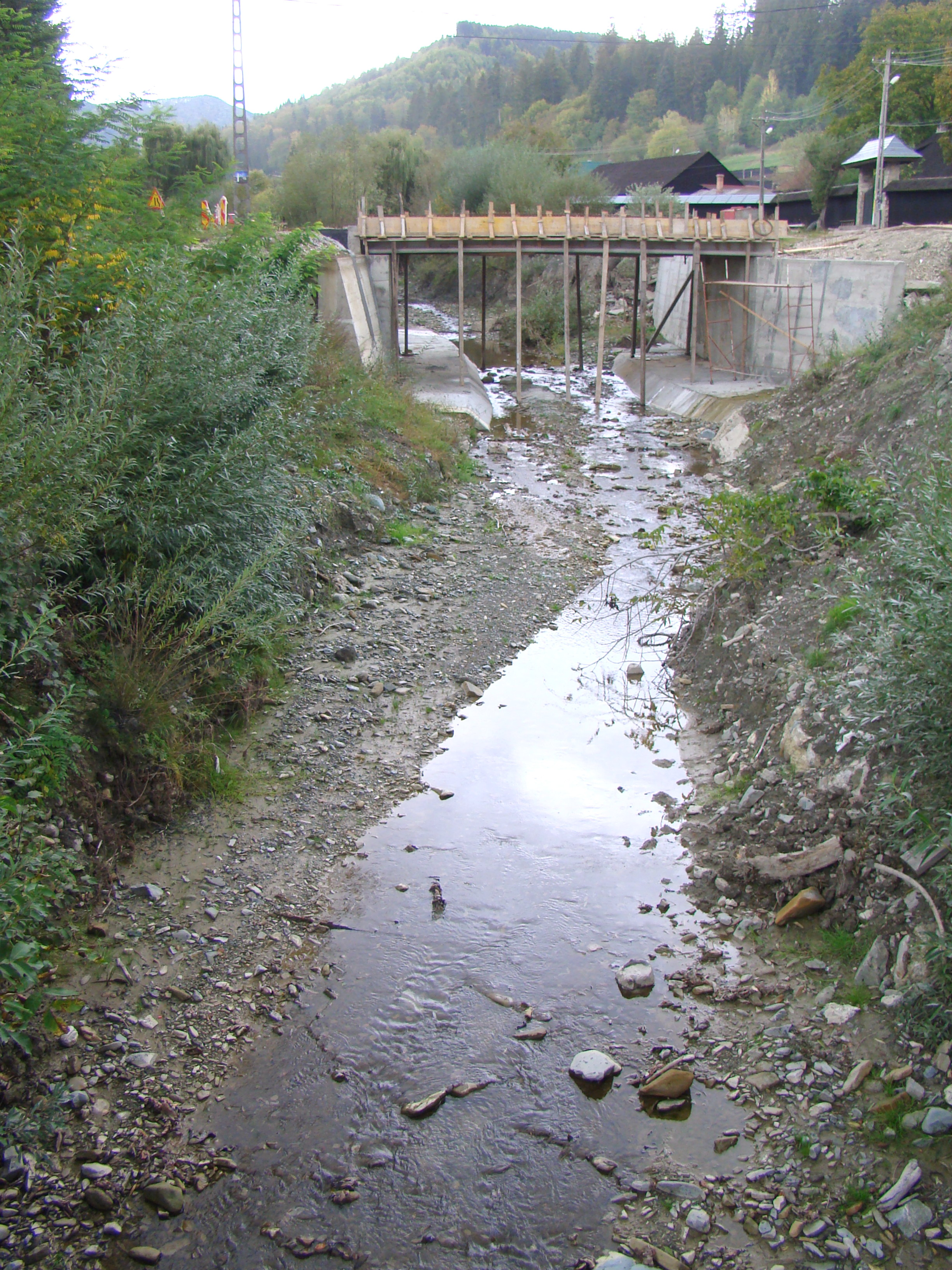

## Imagini din interior

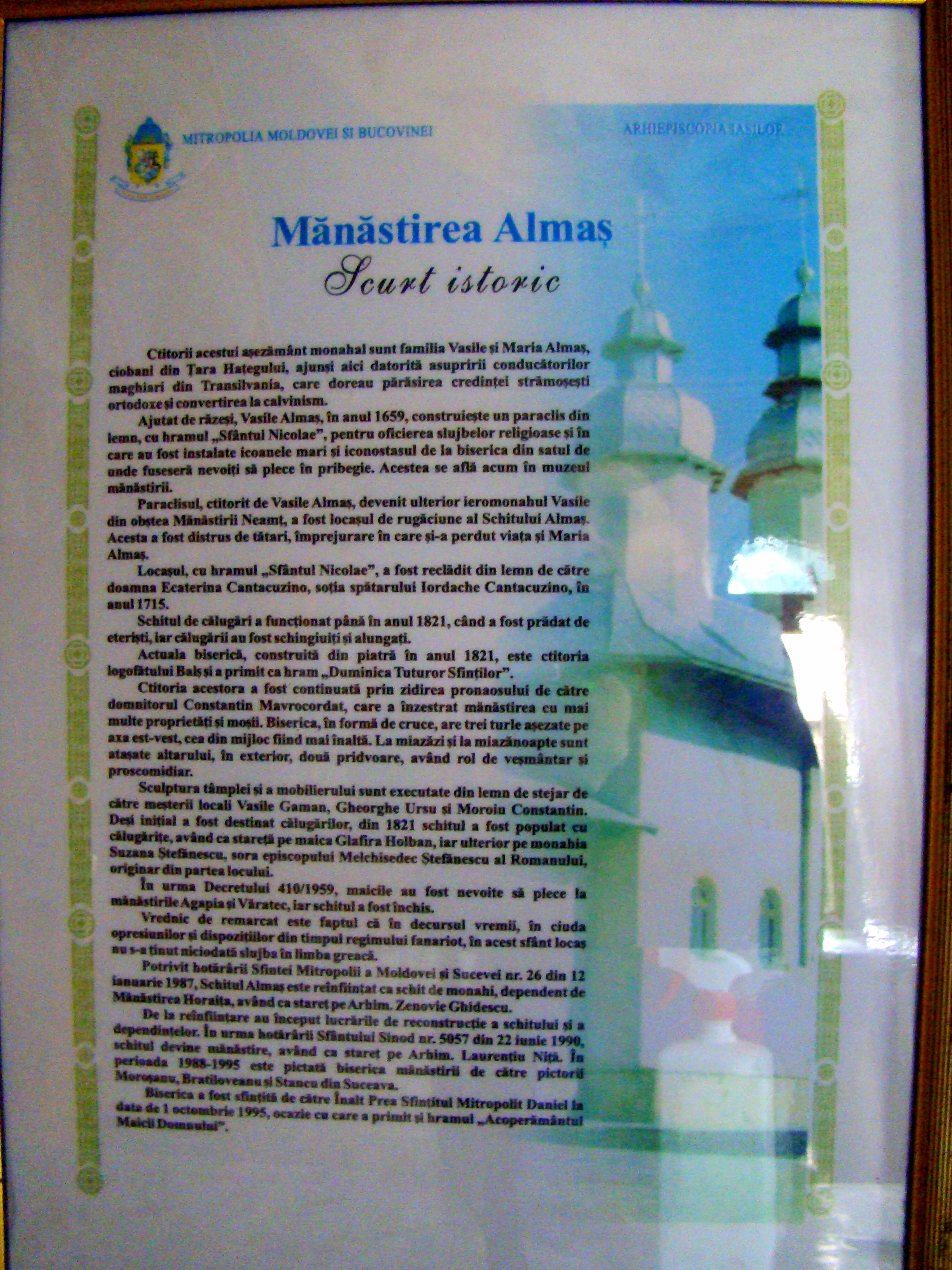
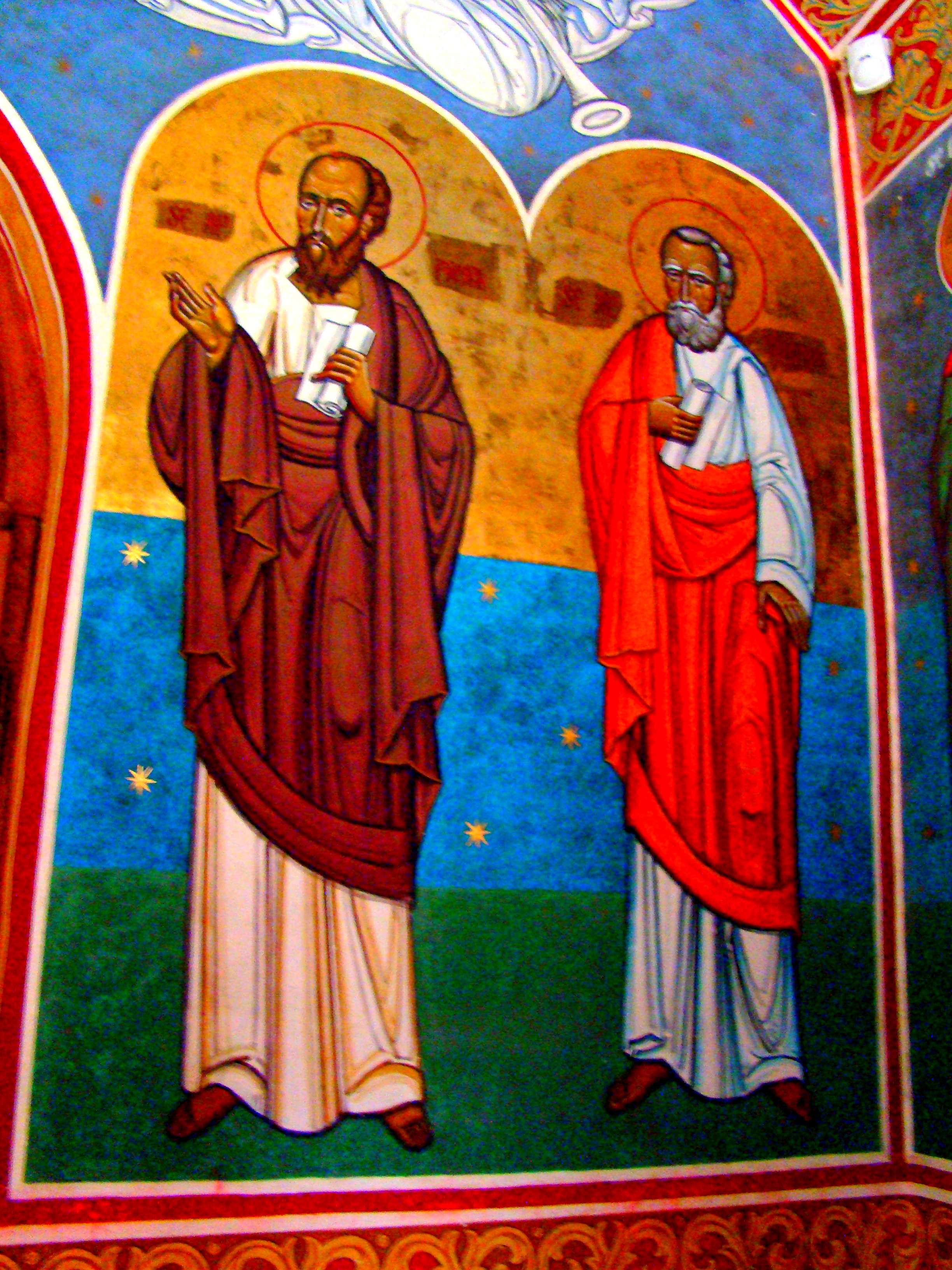
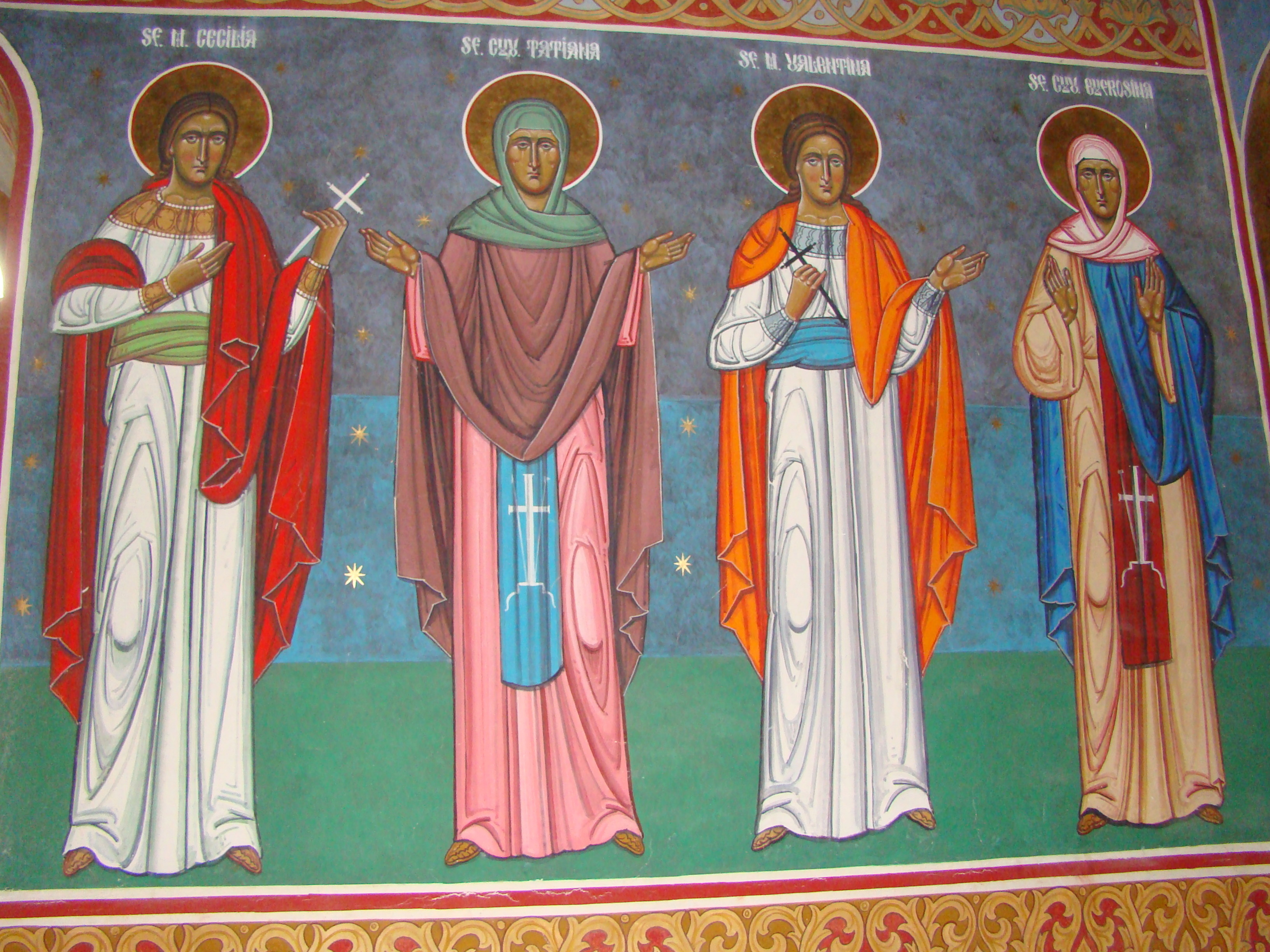
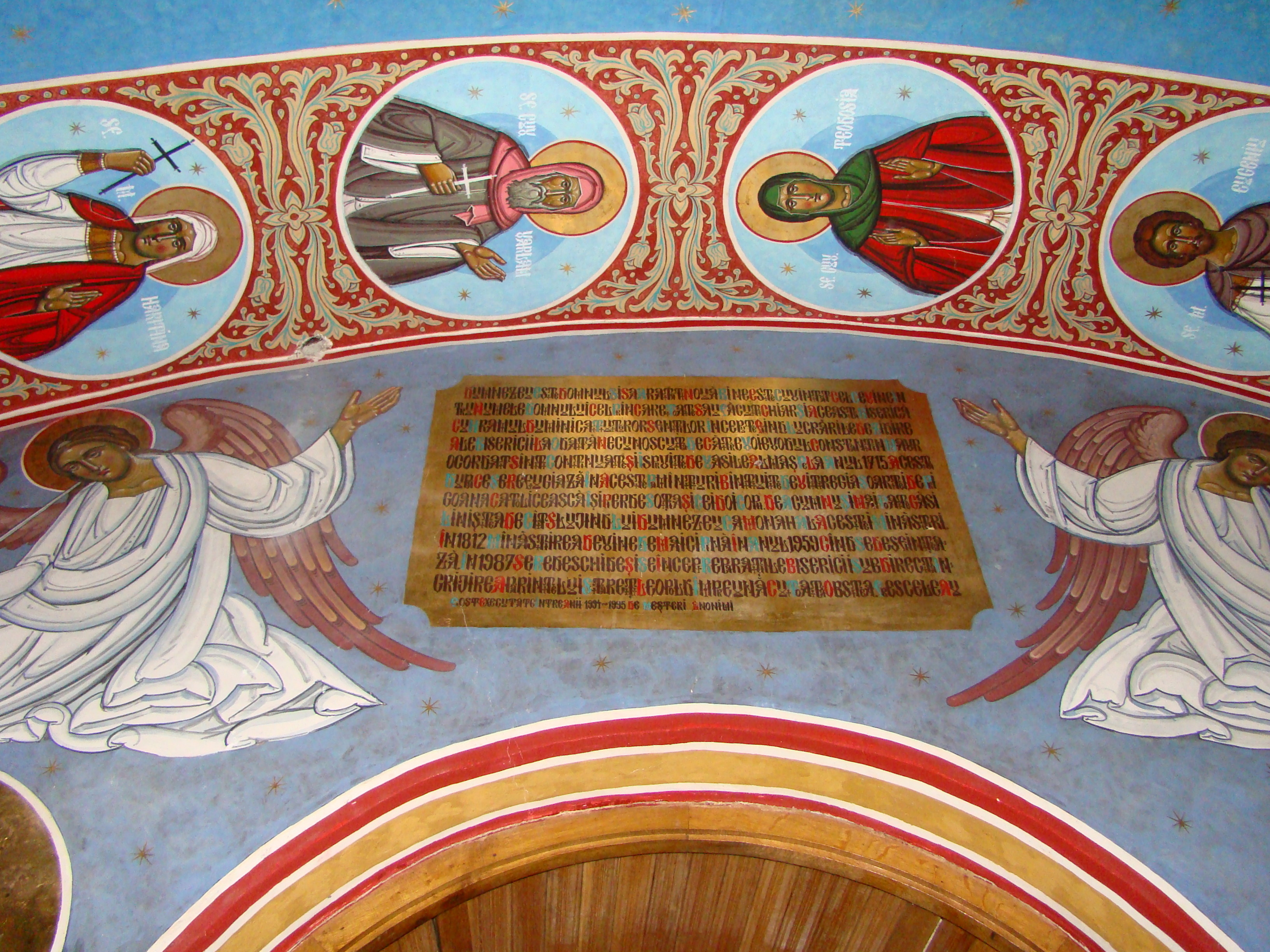
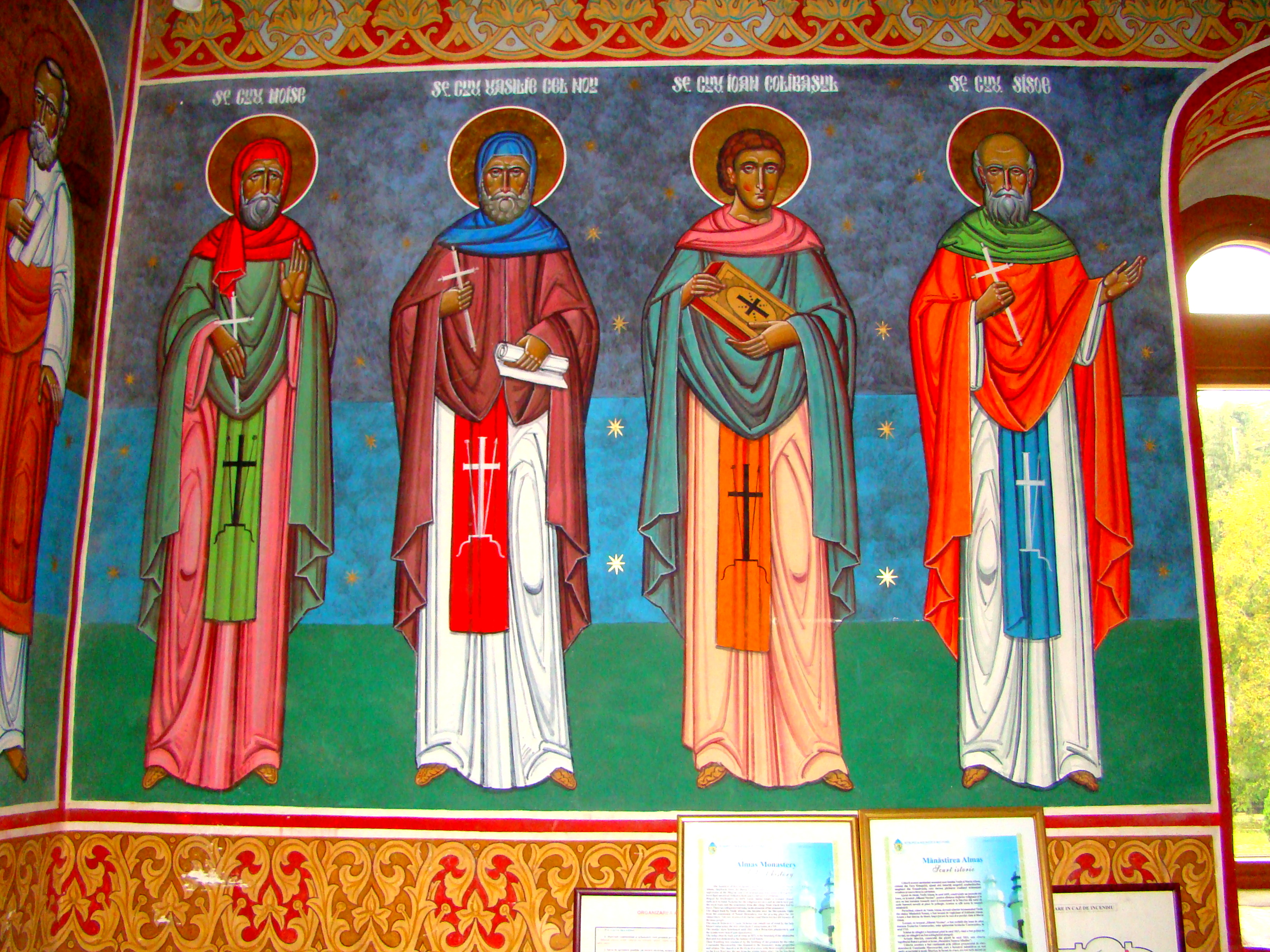
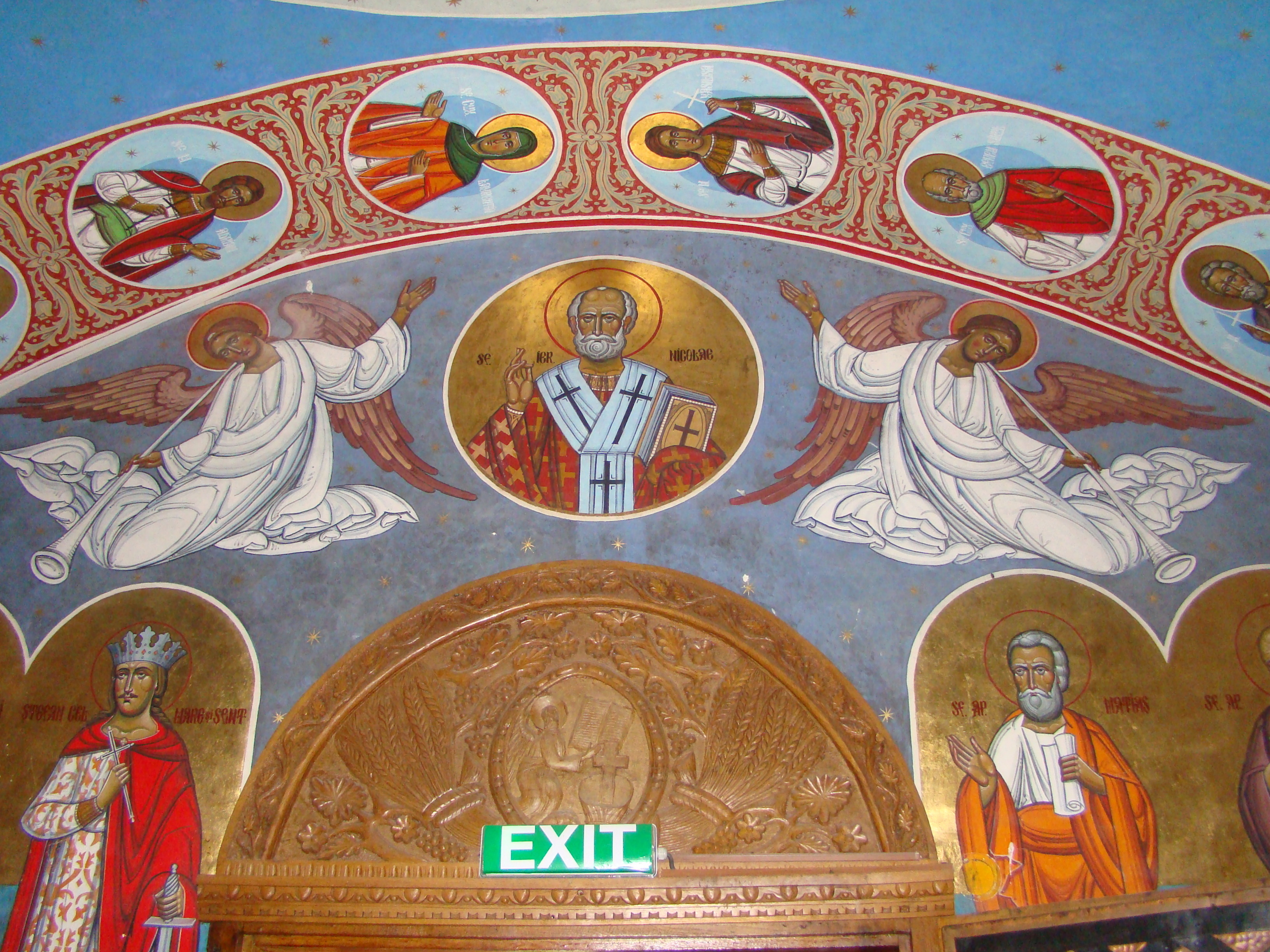
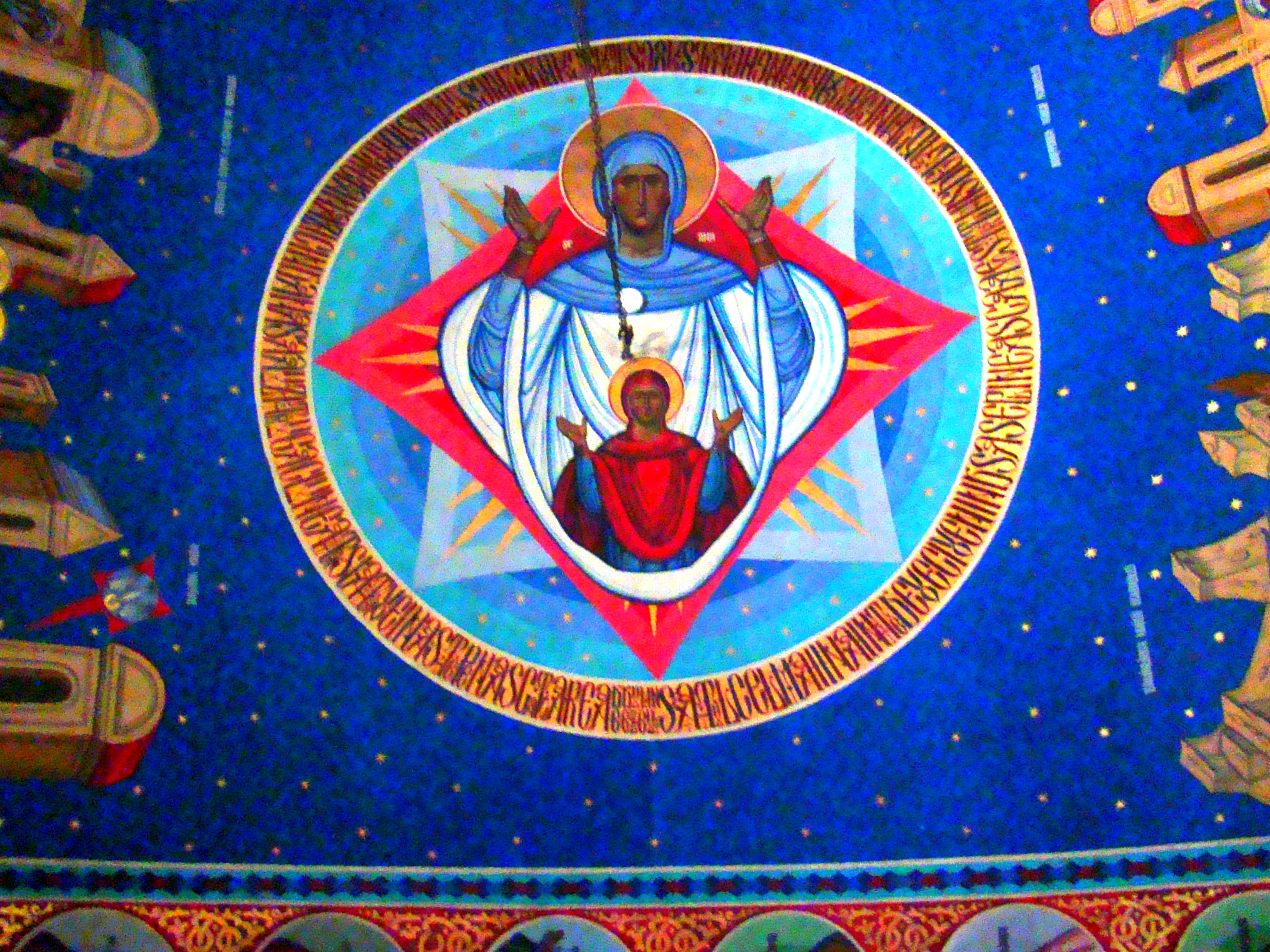
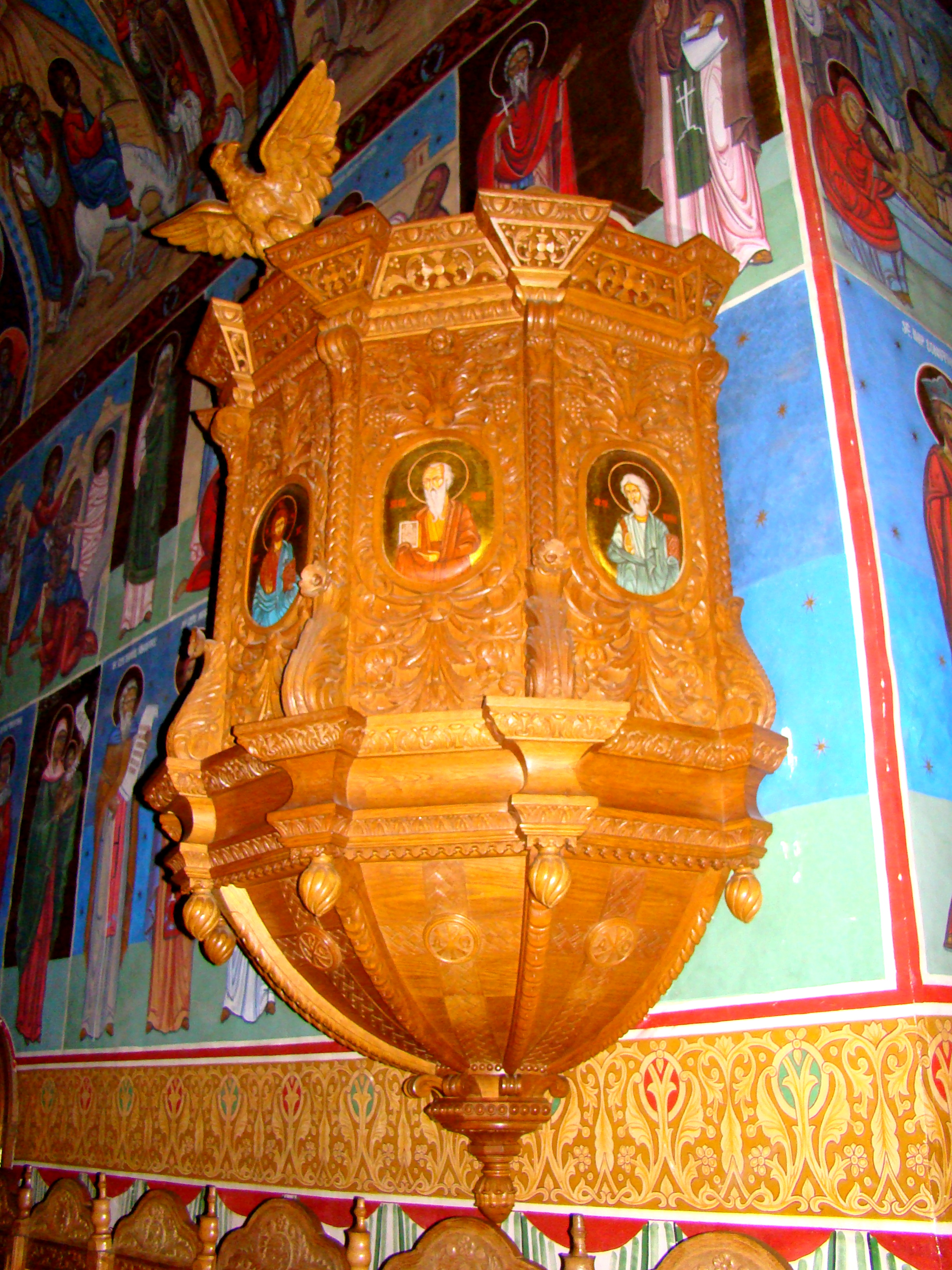
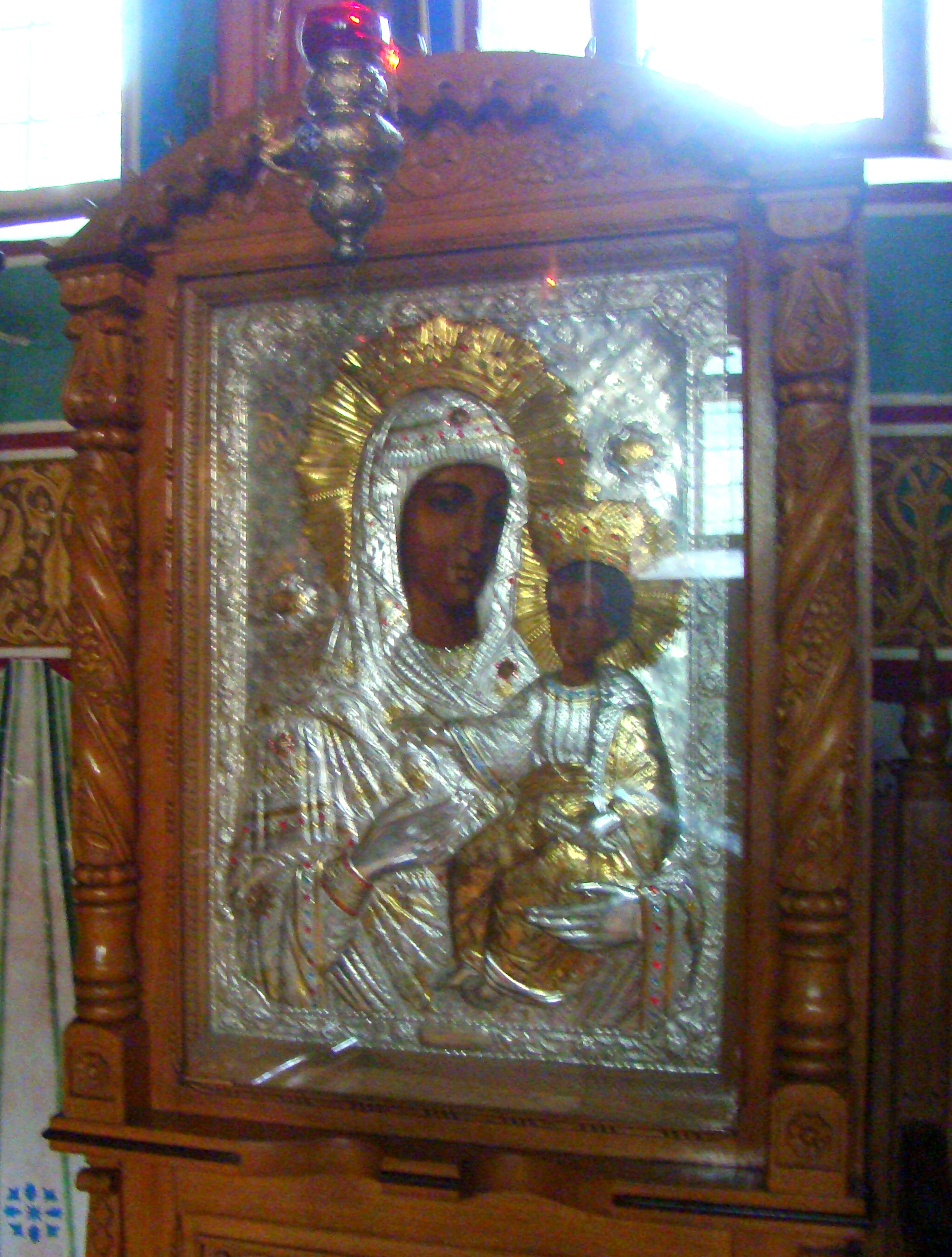
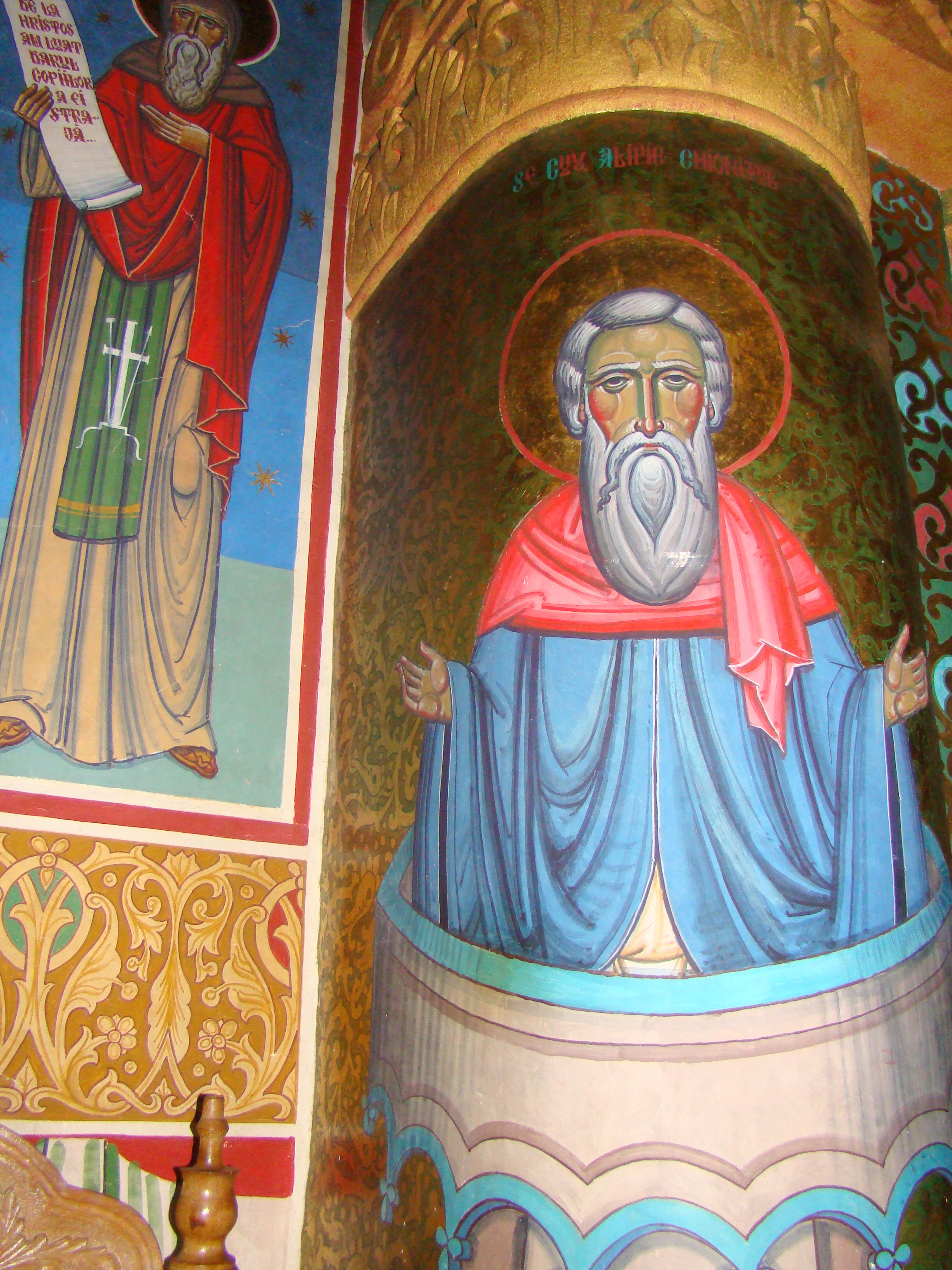
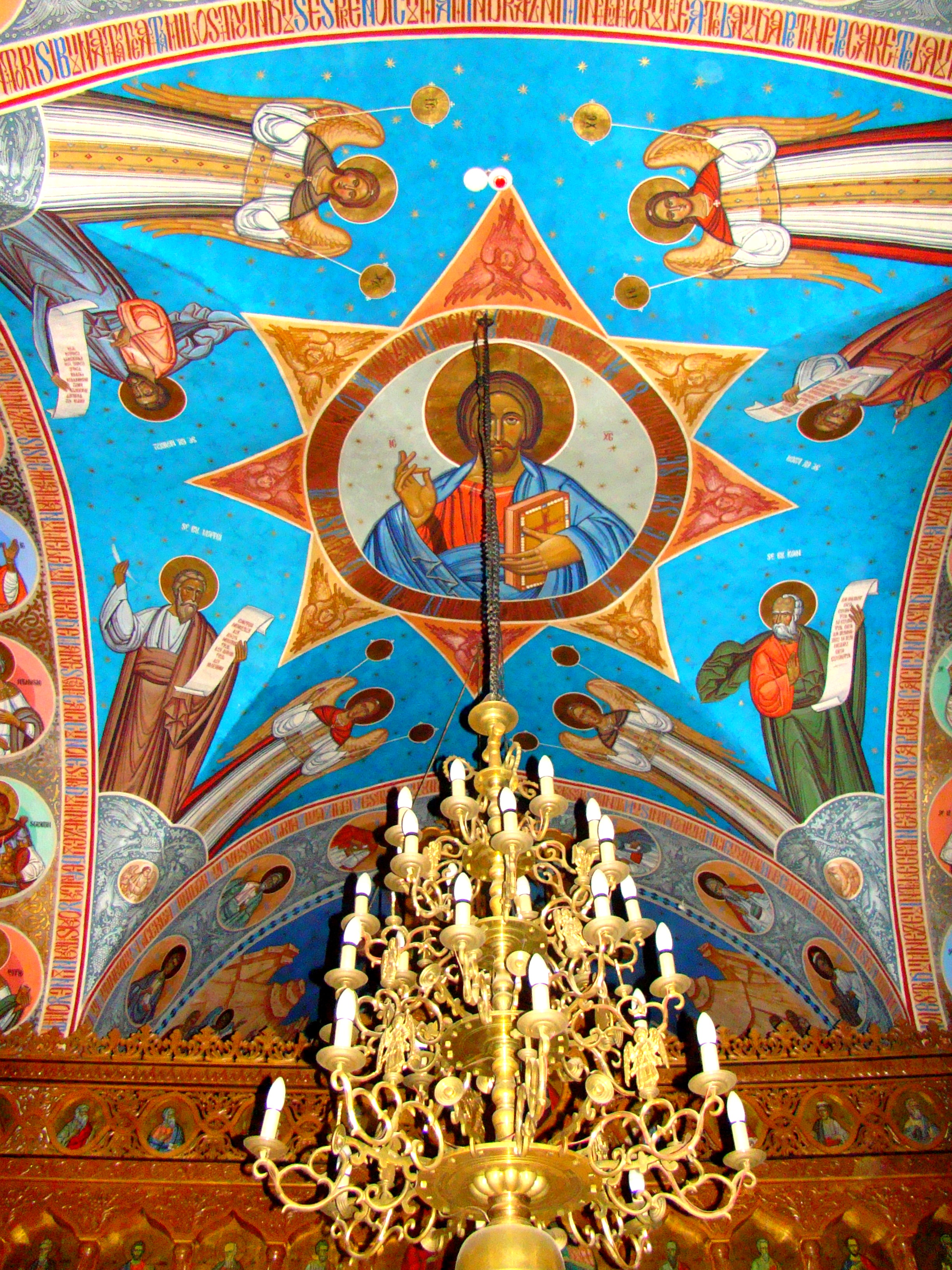
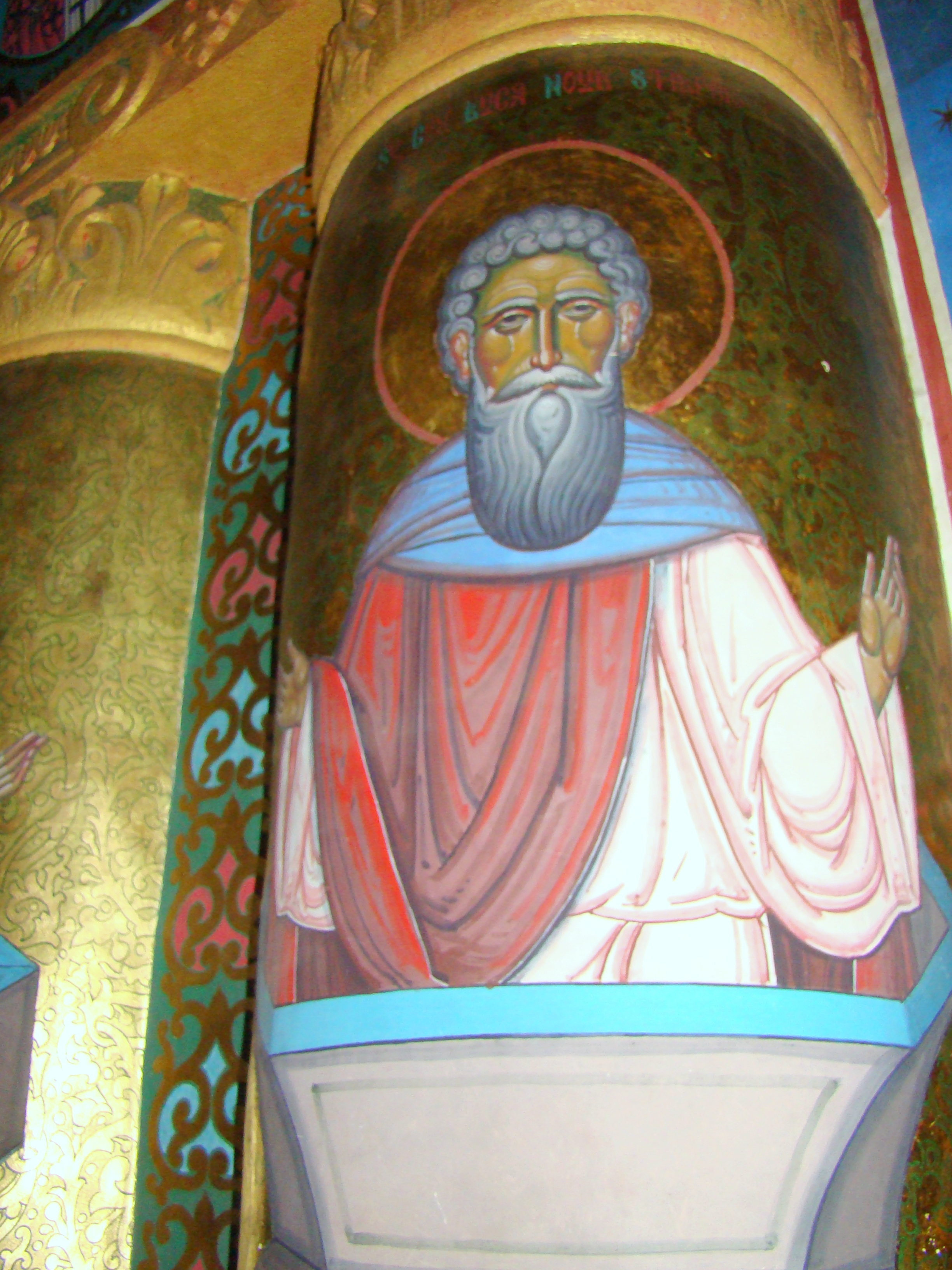
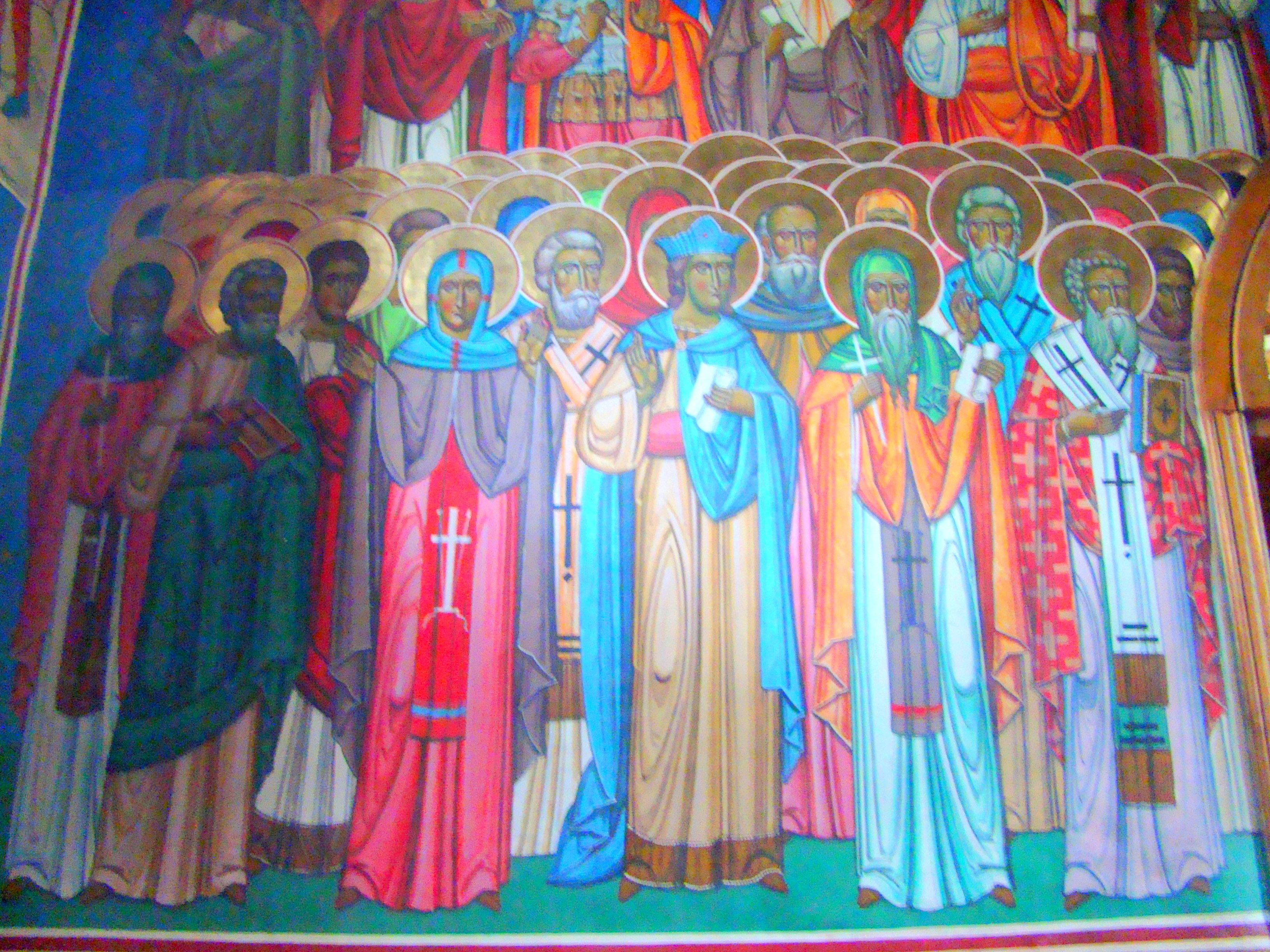
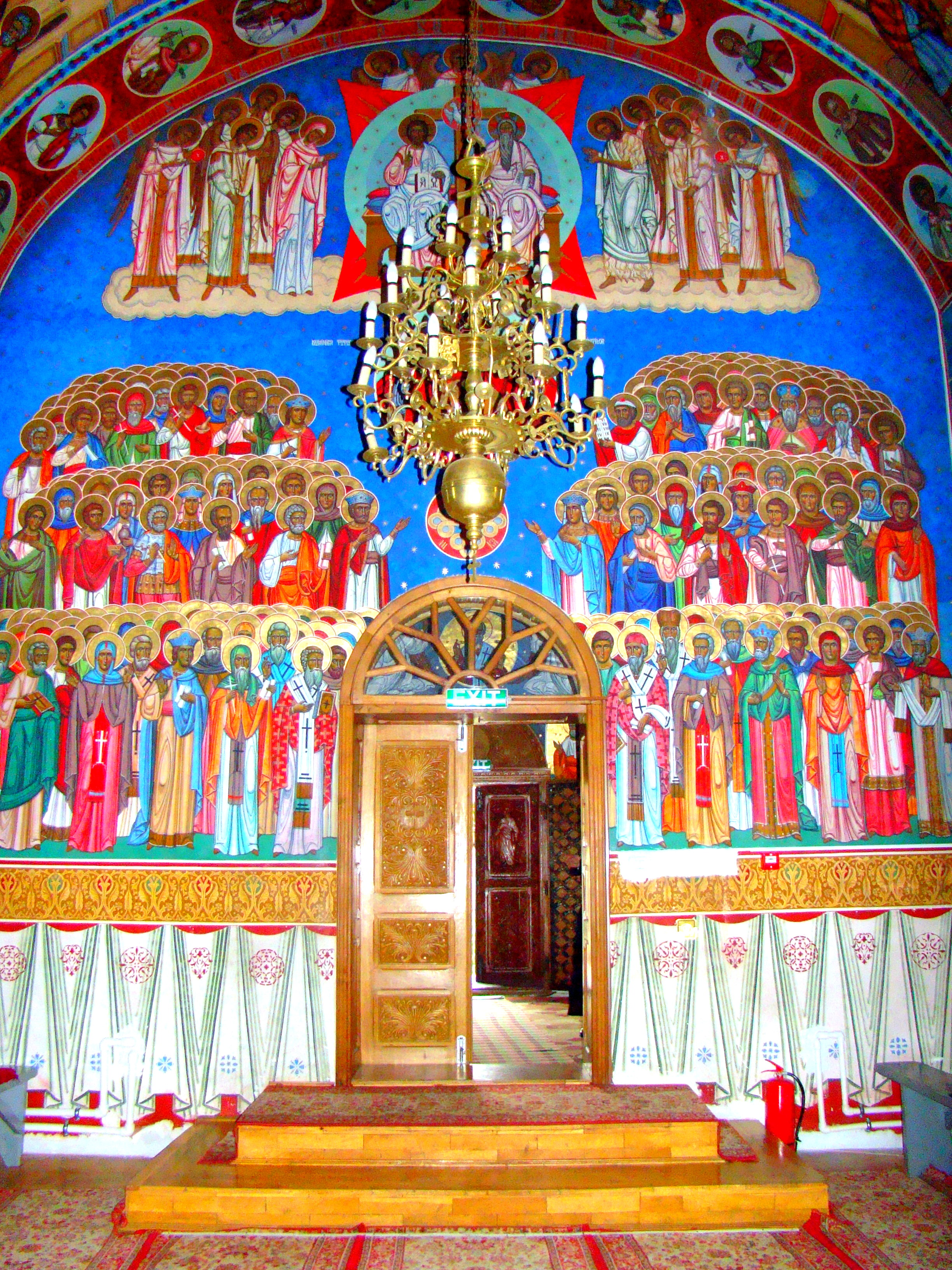
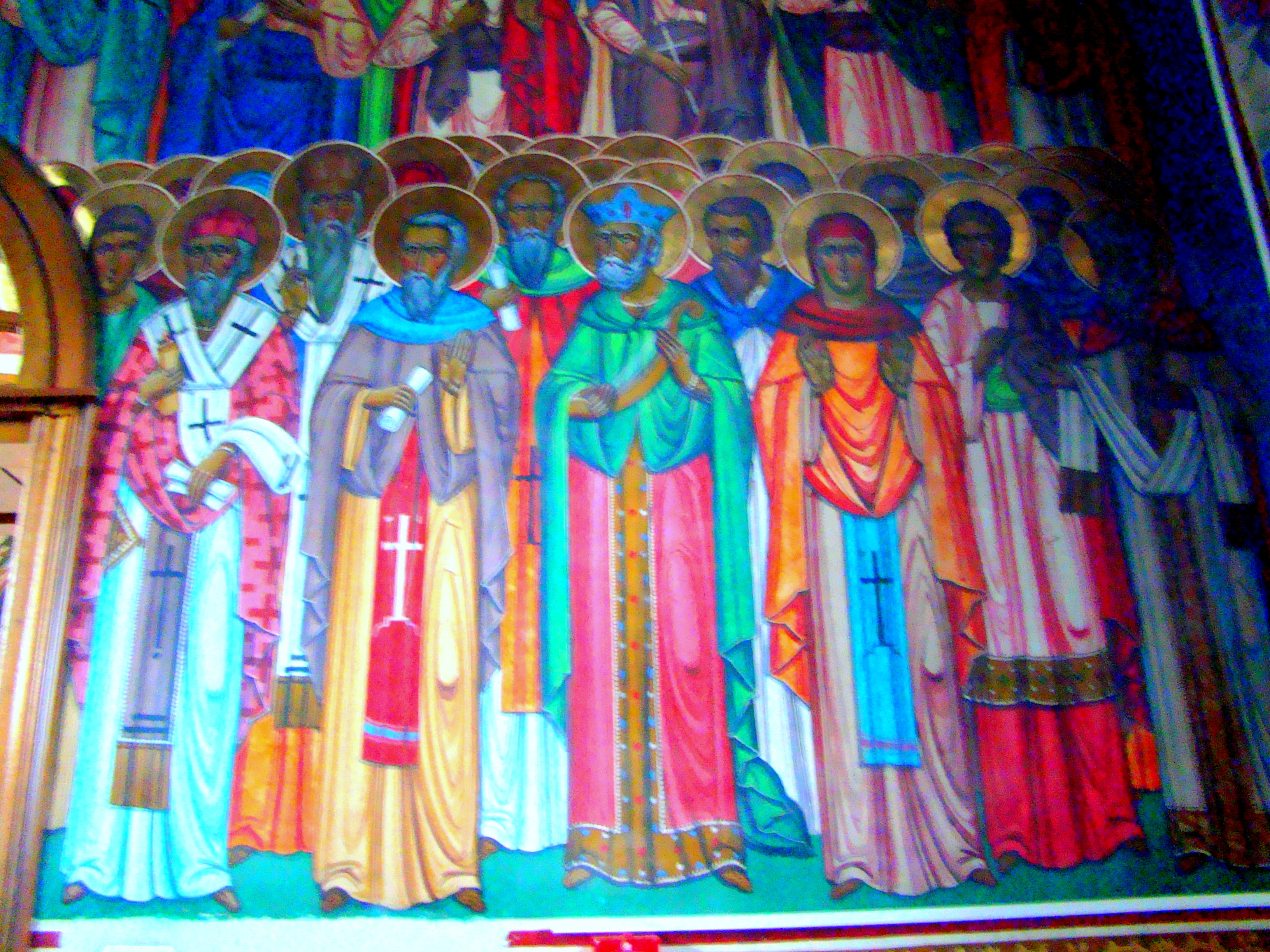
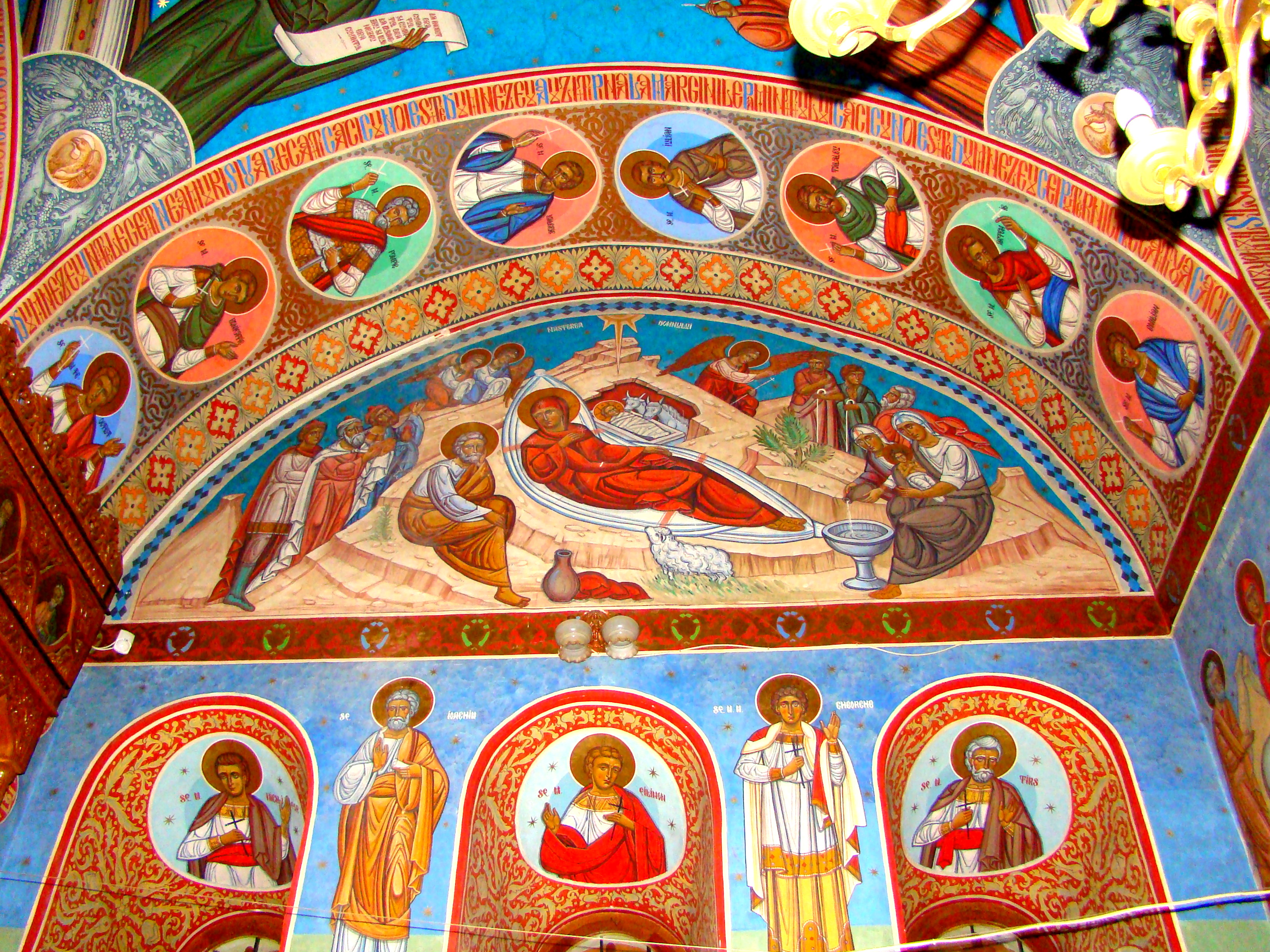
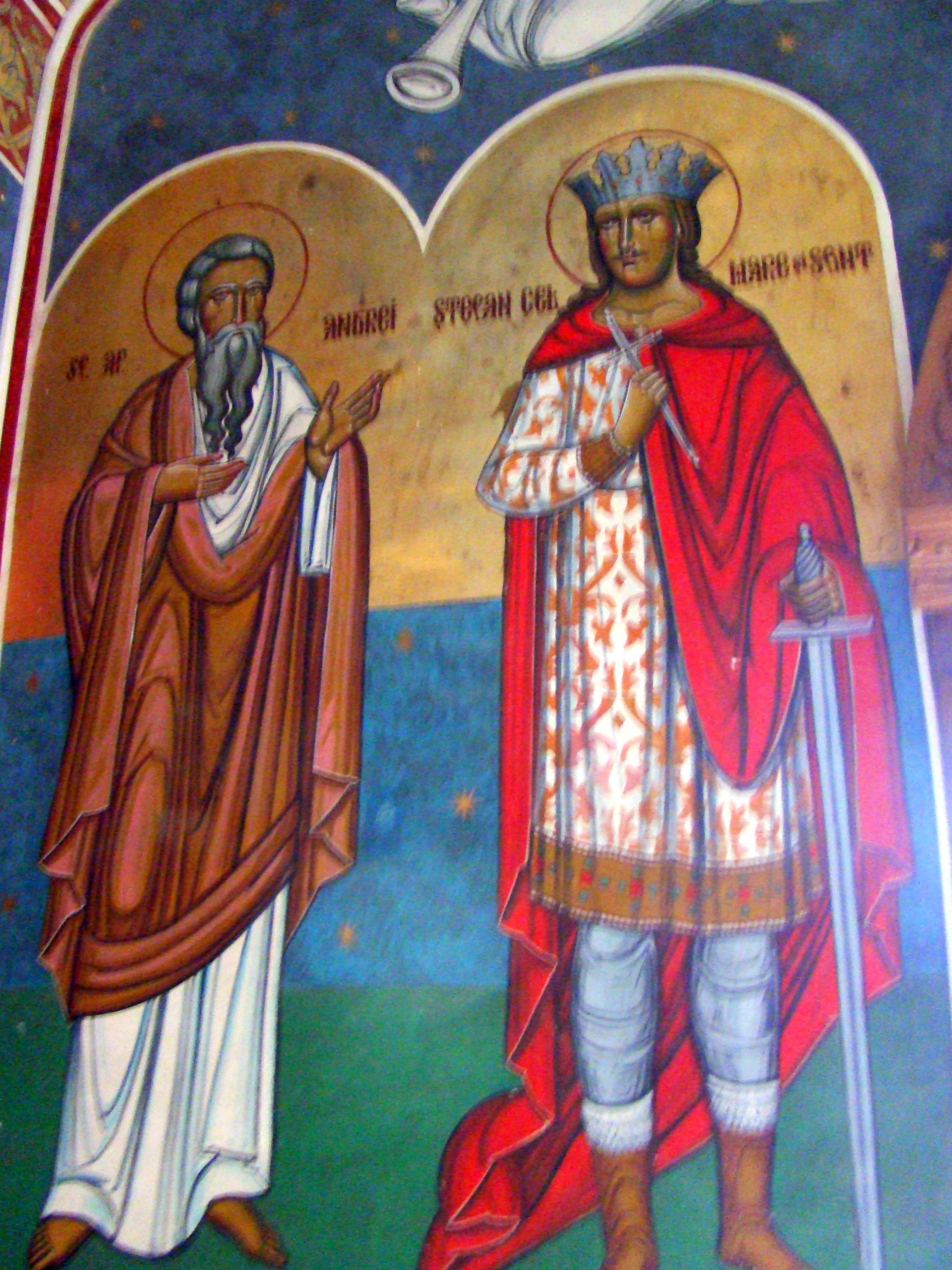